# Llista de feministes
Aquesta llista de les persones més notables del moviment feminista s'ordena alfabèticament per cognoms, dins de cada període històric.

## Les diverses "onades"

### Protofeminisme
La llista s'inicia, de fet, amb els autors antics que no s'havien identificat ells mateixos com a feministes però que hom considera que han influït significativament en la creació d'una "consciència feminista" per la via de la resistència al domini masculí que expressen en les seves obres: és l'anomenat protofeminisme, és a dir, les persones que ja eren feministes abans del moviment feminista, fundat el 1848.

### Primera onada
La "primera onada de teoria feminista" és el nom que rep el moviment feminista del segle xix i principis del xx. A l'esfera angloparlant, dura fins a mitjans dels anys 1920, però en altres països emergeix més tardanament i, en conseqüència, s'estén més en el temps. El terme va ser creat a posteriori, quan diversos pensadors consideraven que pertanyien a una "segona onada de teoria feminista", que es volia diferenciar d'aquesta fase inicial. Es creu que la creadora del terme fou Marsha Lear. La primera onada es va originar als països anglosaxons amb reivindicacions lligades als drets de la dona en dos àmbits: el polític i el de la reproducció. En el primer cas, es concreta en el sufragisme per reclamar el dret a vot de les dones, el dret a ser escollides diputades i a participar en l'esfera pública en plena igualtat amb els homes. En el segon àmbit, reclamava el dret de la dona a decidir sobre si volia o no tenir fills, quants i quan.

### Segona onada
La "segona onada de teoria feminista" és el nom que reben les teories feministes de mitjans del segle XX per diferenciar-se dels postulats de la "primera onada". El seu origen es troba als Estats Units, des d'on va estendre's a tot el món occidental. Aquest corrent analitza com el món masculí esdevé la norma i la dona és vista com a excepció o desviació d'aquesta regla (vegeu Principi de la barrufeta), fet que condueix a desigualtats en no tenir en compte el seu punt de vista. La tesi prové de l'assaig El segon sexe de Simone de Beauvoir. Aquestes desigualtats ja no tenen a veure només amb la política, com en l'època precedent, sinó amb totes les esferes de la vida quotidiana on s'imposa un masclisme de facto. Sovint aquest masclisme era esperonat per les mateixes dones, que per l'educació rebuda promovien un model de família nuclear i subordinació domèstica, on relegaven les seves aspiracions professionals i personals en favor del marit i dels fills, acceptant aquest paper tan sols pel fet de ser dones. La "segona onada" s'alià ben aviat amb moviments en defensa de les minories, contra el racisme, pacifistes, que reivindicaven també el dret a ser iguals sense que el concepte d'alteritat suposés un predomini d'un model social sobre els altres.

### Tercera onada
La "tercera onada de teoria feminista" és el nom que reben els moviments feministes a partir dels anys 1990 i fins al 2012, i que es basen en la diversitat de pensament sobre la dona i el gènere. El terme és objecte de polèmica, ja que es basa en la contraposició amb els corrents precedents però no en característiques definitòries pròpies. La manca de consens entre els diversos corrents de la "tercera onada" ha provocat que es desencadenin les anomenades "guerres feministes" o debats feministes sobre el sexe, profundes divisions ideològiques internes del feminisme que resten força a les seves reivindicacions. El concepte va ser encunyat per Rebecca Walker el 1992 i també rep el nom de "neofeminisme".

### Quarta onada
La "quarta onada de teoria feminista" s'inicia cap al 2012 sota la premissa de que tots els éssers humans són iguals. Se centra en la interseccionalitat, és a dir, que cal empoderar tots els grups humans marginats perquè deixin de ser-ho. Naturalment, també les dones. Així com les feministes de les onades anteriors lluitaven per l'alliberament de la dona, ara es dediquen tots els esforços a lluitar contra l'assetjament sexual, les agressions sexuals i la discriminació salarial amb els homes. És molt representatiu d'aquesta onada el moviment Me Too. Una de les autores que més ha publicat sobre feminisme i interseccionalitat mitjançant anàlisis marxistes és l'estatunidenca Sharon Smith.

## Protofeministes

### Protofeministes dels seglesxiiiixiv
Persones nascudes abans del 1400.
| Període (naixement) | Nom                | País   | Neix | Mor  | Comentaris                                              | Fonts       |
| ------------------- | ------------------ | ------ | ---- | ---- | ------------------------------------------------------- | ----------- |
| 1201–1300           | Helena d'Anjou     | Sèrbia | 1236 | 1314 | Reina de Sèrbia, feminista, establí escoles per a dones | [ 5 ] [ 6 ] |
| 1301–1400           | Jefimija           | Sèrbia | 1349 | 1405 | Política, poeta i diplomàtica sèrbia                    | [ 7 ]       |
| 1301–1400           | Christine de Pizan | Itàlia | 1365 | 1430 | Escriptora                                              | [ 8 ]       |

### Protofeministes delseglexv
Persones nascudes entre el 1401 i el 1500.
| Període (naixement) | Nom                        | País            | Neix     | Mor  | Comentaris | Fonts  |
| ------------------- | -------------------------- | --------------- | -------- | ---- | --- | ------ |
| 1401–1500           | Heinrich Cornelius Agrippa | Alemanya        | 1486     | 1535 | El primer home feminista conegut, escrigué sobre la superioritat teològica i moral de les dones.                 | [ 9 ]  |
| 1401–1500           | Laura Cereta               | Itàlia          | 1469     | 1499 | Escriptora humanista i feminista                                                                                 | [ 10 ] |
| 1401–1500           | Balarama Dasa              | Índia           | segle XV |      | Poeta en llengua oriya, fa la primera aproximació al feminisme a l'Índia.                                        | [ 11 ] |
| 1401–1500           | Marie Dentière             | Suïssa          | c. 1495  | 1561 | Teòloga reformadora (protestant) a Ginebra                                                                       | [ 12 ] |
| 1401–1500           | Isabel de Villena          | Països Catalans | 1430     | 1490 | Autora de Vita Christi, la vida de Crist a través de les dones que va tractar, primera obra feminista en català. | [ 13 ] |

### Protofeministes delseglexvi
Persones nascudes entre el 1501 i el 1600.
| Període (naixement) | Nom                       | País            | Neix    | Mor     | Comentaris                                 | Fonts  |
| ------------------- | ------------------------- | --------------- | ------- | ------- | ------------------------------------------ | ------ |
| 1501–1600           | Jane Anger                | Regne Unit      | c. 1560 | c. 1600 | Escriptora protofeminista                  | [ 14 ] |
| 1501–1600           | Jerònima Galés            | Països Catalans | s. XVI  | 1587    | Impressora activa a la ciutat de València. | [ 15 ] |
| 1501–1600           | Marie de Gournay          | França          | 1565    | 1645    | Escriptora protofeminista                  | [ 16 ] |
| 1501–1600           | Lucrezia Marinella        | Itàlia          | c. 1571 | 1653    | Poetessa defensora dels drets de les dones | [ 12 ] |
| 1501–1600           | Izumo no Okuni            | Japó            | c. 1571 | c. 1621 | Creadora del teatre kabuki                 | [ 17 ] |
| 1501–1600           | Modesta di Pozzo di Forzi | Itàlia          | 1555    | c. 1593 | Escriptora protofeminista                  | [ 18 ] |

### Protofeministes del segle XVII
Persones nascudes entre el 1601 i el 1700.
| Període (naixement) | Nom                           | País       | Neix    | Mor  | Comentaris                                                               | Fonts                |
| ------------------- | ----------------------------- | ---------- | ------- | ---- | ------------------------------------------------------------------------ | -------------------- |
| 1601–1700           | Mary Astell                   | Regne Unit | c. 1666 | 1731 | Escriptora feminista                                                     | [ 12 ] [ 19 ] [ 20 ] |
| 1601–1700           | Aphra Behn                    | Regne Unit | 1640    | 1689 | Escriptora protofeminista                                                | [ 21 ]               |
| 1601–1700           | Anne Bradstreet               | Regne Unit | 1612    | 1672 | Primera escriptora de les colònies de Nord-amèrica                       | [ 22 ]               |
| 1601–1700           | Sophia Elisabet Brenner       | Suècia     | 1659    | 1724 | Escriptora i activista pels drets de les dones                           | [ 23 ]               |
| 1601–1700           | Juana Inés de la Cruz         | Mèxic      | 1648    | 1695 | Poetessa protofeminista                                                  | [ 24 ]               |
| 1601–1700           | Francis Hutcheson             | Irlanda    | 1694    | 1746 | Filòsof escocès-irlandès, un dels fundadors de la Il·lustració escocesa. | [ 25 ]               |
| 1601–1700           | François Poullain de la Barre | França     | 1647    | 1725 | Filòsof feminista                                                        | [ 12 ]               |

### Protofeministes delseglexviii
Persones nascudes entre el 1701 i el 1800.
| Període (naixement) | Nom                                 | País                | Neix    | Mor  | Comentaris | Fonts         |
| ------------------- | ----------------------------------- | ------------------- | ------- | ---- | --- | ------------- |
| 1701–1800           | Abigail Adams                       | Estats Units        | 1744    | 1818 | Esposa i mare de presidents dels Estats Units, va advocar pels drets de les dones i contra l'esclavitud.                                  | [ 26 ]        |
| 1701–1800           | Catharina Ahlgren                   | Suècia              | 1734    | 1800 | Editora i escriptora. | [ 27 ]        |
| 1701–1800           | Annestine Beyer                     | Dinamarca           | 1795    | 1884 | Pionera de l'educació de les dones. | [ 28 ]        |
| 1701–1800           | Eleanor Butler                      | Regne Unit          | 1739    | 1829 | Una de les Senyoretes de Llangollen. | [ 29 ]        |
| 1701–1800           | Nicolas de Condorcet                | França              | 1743    | 1794 | Partidari del dret de vot de les dones.                                                                                                   | [ 12 ]        |
| 1701–1800           | Dorothea Christiane Erxleben        | Alemanya            | 1715    | 1762 | Primera doctora en Medicina alemanya. | [ 8 ]         |
| 1701–1800           | Charles Fourier                     | França              | 1772    | 1837 | Filòsof socialista feminista, considerat el pare de la denominació féministe en francès.                                                  | [ 30 ] [ 31 ] |
| 1701–1800           | Jane Gomeldon                       | Regne Unit          | c. 1720 | 1779 | Escriptora, dedicà els beneficis del seu primer llibre a un hospital per a dones pobres.                                                  | [ 32 ]        |
| 1701–1800           | Olympe de Gouges                    | França              | 1748    | 1793 | Autora de la Declaració dels Drets de la Dona i de la Ciutadana (1791).                                                                   | [ 19 ]        |
| 1701–1800           | Sarah Grimké                        | Estats Units        | 1792    | 1873 | Sufragista i abolicionista. | [ 19 ] [ 33 ] |
| 1701–1800           | Christian Isobel Johnstone          | Regne Unit          | 1781    | 1857 | Periodista feminista escocesa. | [ 34 ]        |
| 1701–1800           | Anne Knight                         | Regne Unit          | 1786    | 1862 | Reformadora social, pionera del feminisme.                                                                                                | [ 19 ]        |
| 1701–1800           | Anna Maria Lenngren                 | Suècia              | 1754    | 1817 | Poetessa que encara avui es llegeix a Suècia.                                                                                             | [ 35 ]        |
| 1701–1800           | Anne-Josèphe Théroigne de Méricourt | França              | 1762    | 1817 | Política protofeminista, anomenada "la primera amazona de la llibertat".                                                                  | [ 36 ]        |
| 1701–1800           | Francisco de Miranda                | Veneçuela           | 1750    | 1816 | Lluitador apassionat per l'educació de la dona.                                                                                           | [ 37 ]        |
| 1701–1800           | Lucretia Mott                       | Estats Units        | 1793    | 1880 | Activista abolicionista i pels drets de la dona.                                                                                          | [ 38 ]        |
| 1701–1800           | Sarah Ponsonby                      | Regne Unit          | 1755    | 1831 | Una de les Senyoretes de Llangollen | [ 29 ]        |
| 1701–1800           | Madeleine de Puisieux               | França              | 1720    | 1798 | Escriptora feminista. | [ 39 ]        |
| 1701–1800           | Mary Shelley                        | Regne Unit          | 1797    | 1851 | Feminista i escriptora de ciència-ficció                                                                                                  | [ 33 ]        |
| 1701–1800           | Thomas Thorild                      | Suècia              | 1759    | 1808 | Poeta feminista. | [ 40 ]        |
| 1701–1800           | Sojourner Truth                     | Estats Units        | c. 1797 | 1883 | Havent fugit de l'esclavitud, fou la primera dona afroamericana a guanyar un judici contra un home blanc (per la llibertat del seu fill). | [ 26 ] [ 33 ] |
| 1701–1800           | Anna Wheeler                        | Regne Unit, Irlanda | 1785    | 1848 | Escriptora feminista. | [ 41 ]        |
| 1701–1800           | Mary Wollstonecraft                 | Regne Unit          | 1759    | 1797 | Pionera del feminisme. | [ 26 ] [ 33 ] |
| 1701–1800           | Frances Wright                      | Regne Unit          | 1795    | 1852 | Activista de l'abolicionisme i pels drets de la dona.                                                                                     | [ 26 ] [ 33 ] |

### Protofeministes de l'inici i mitjans delseglexix
Persones nascudes entre el 1801 i el 1874.
| Període (naixement) | Nom                            | País                         | Neix     | Mor   | Comentaris | Fonts                |
| ------------------- | ------------------------------ | ---------------------------- | -------- | ----- | --- | -------------------- |
| 1801–1874           | Diana Abgar                    | Armènia                      | 1859     | 1937  | La primera dona ambaixadora de la història. | [ 42 ]               |
| 1801–1874           | Juliette Adam                  | França                       | 1836     | 1936  | Escriptora feminista i republicana | [ 19 ]               |
| 1801–1874           | Jane Addams                    | Estats Units                 | 1860     | 1935  | Feminista, sufragista, pacifista i activista pels drets civils | [ 33 ]               |
| 1801–1874           | Gertrud Adelborg               | Suècia                       | 1853     | 1942  | Mestra i sufragista | [ 43 ]               |
| 1801–1874           | Sophie Adlersparre             | Suècia                       | 1823     | 1895  | Editora, pionera del moviment pels drets de les dones a Suècia | [ 44 ]               |
| 1801–1874           | Alfhild Agrell                 | Suècia                       | 1849     | 1923  | Escriptora i dramaturga, escrigué sobre la igualtat de sexes. | [ 45 ]               |
| 1801–1874           | Soteria Aliberty               | Grècia                       | 1847     | 1929  | Educadora i biògrafa de dones, i fundadora de la primera associació de dones gregues.                                                                                          | [ 19 ]               |
| 1801–1874           | Jules Allix                    | França                       | 1818     | 1897  | Socialista i feminista | [ 30 ]               |
| 1801–1874           | Elisabeth Altmann-Gottheiner   | Alemanya                     | 1874     | 1930  | Sufragista | [ 46 ]               |
| 1801–1874           | Qasim Amin                     | Egipte                       | 1863     | 1908  | Feminista musulmana, fou la primera a defensar els drets de la dona a Egipte.                                                                                                  | [ 19 ] [ 47 ]        |
| 1801–1874           | Ellen Anckarsvärd              | Suècia                       | 1833     | 1898  | Cofundadora de l'Associació pels Drets de Propietat de les Dones Casades a Suècia.                                                                                             | [ 48 ]               |
| 1801–1874           | Adelaide Anderson              | Regne Unit                   | 1863     | 1936  | Com a funcionària de l'Imperi Britànic, s'interessà per les condicions del treball infantil.                                                                                   | [ 20 ] [ 20 ]        |
| 1801–1874           | Elizabeth Garrett Anderson     | Regne Unit                   | 1836     | 1917  | Feminista i suffragette, fou la primera dona cirurgiana al Regne Unit, i fundà el primer hospital dirigit per dones.                                                           | [ 20 ] [ 49 ]        |
| 1801–1874           | Louisa Garrett Anderson        | Regne Unit                   | 1873     | 1943  | Suffragette | [ 49 ]               |
| 1801–1874           | Maybanke Anderson              | Austràlia                    | 1845     | 1927  | Suffragette | [ 50 ]               |
| 1801–1874           | Susan B. Anthony               | Estats Units                 | 1820     | 1906  | Advocada de dones sufragistes, tingué un paper important en el moviment pel vot femení als Estats Units.                                                                       | [ 26 ]               |
| 1801–1874           | Lovisa Årberg                  | Suècia                       | 1801     | 1881  | Primera dona sueca doctor en Medicina. | [ 51 ]               |
| 1801–1874           | Edith Archibald                | Canadà                       | 1854     | 1936  | Sufragista, liderà diverses organitzacions de dones al Canadà. | [ 52 ]               |
| 1801–1874           | Concepción Arenal              | Espanya                      | 1820     | 1893  | Escriptora, precursora del moviment feminista a Espanya. | [ 12 ]               |
| 1801–1874           | Ottilie Assing                 | Alemanya                     | 1819     | 1884  | Feminista, lliurepensadora i abolicionista. | [ 53 ]               |
| 1801–1874           | Bibi Khanoom Astarabadi        | Iran                         | 1859     | 1921  | Escriptora | [ 54 ]               |
| 1801–1874           | Louise Aston                   | Alemanya                     | 1814     | 1871  | Feminista, defensora dels drets de les dones, de la democràcia i de l'amor lliure.                                                                                             | [ 55 ]               |
| 1801–1874           | Hubertine Auclert              | França                       | 1848     | 1914  | Activista feminista, suffragette. | [ 33 ]               |
| 1801–1874           | Olympe Audouard                | França                       | 1832     | 1890  | Reclamava la igualtat de sexes, incloent el dret de les dones a votar i a ser elegibles.                                                                                       | [ 33 ]               |
| 1801–1874           | Alice Constance Austin         | Estats Units                 | 1862     | 1955  | Feminista socialista i feminista radical. | [ 56 ]               |
| 1801–1874           | Rachel Foster Avery            | Estats Units                 | 1858     | 1919  | Feminista i suffragette. | [ 33 ]               |
| 1801–1874           | John Goodwyn Barmby            | Regne Unit                   | 1820     | 1881  | Socialista utòpic i feminista. | [ 49 ]               |
| 1801–1874           | Marie Bashkirtseff             | Ucraïna                      | 1858     | 1884  | Feminista | [ 33 ]               |
| 1801–1874           | José Batlle y Ordóñez          | Uruguai                      | 1856     | 1929  | Com a president de l'Uruguai, liderà importants reformes, inclosa la introducció del divorci.                                                                                  | [ 57 ]               |
| 1801–1874           | Anna Bayerová                  | Txèquia                      | 1853     | 1924  | Segona dona txeca metgessa, es veié obligada a fer de llevadora. | [ 58 ]               |
| 1801–1874           | Jean Beadle                    | Austràlia                    | 1868     | 1942  | Feminista, treballadora social i activista política. |                      |
| 1801–1874           | August Bebel                   | Alemanya                     | 1840     | 1913  | Comunista i antibel·licista, defensà la igualtat dels sexes. | [ 26 ]               |
| 1801–1874           | Gualberta Alaide Beccari       | Itàlia                       | 1868     | 1930  | Feminista socialista i feminista radical. |                      |
| 1801–1874           | Lydia Becker                   | Regne Unit                   | 1827     | 1890  | Suffragette | [ 19 ] [ 49 ]        |
| 1801–1874           | Catharine Beecher              | Estats Units                 | 1800     | 1878  | Defensora de l'educació de les dones i de la implantació de l'escola bressol en l'ensenyament.                                                                                 | [ 19 ]               |
| 1801–1874           | Alva Belmont                   | Estats Units                 | 1853     | 1933  | Líder sufragista. | [ 19 ]               |
| 1801–1874           | Louie Bennett                  | Irlanda                      | 1870     | 1956  | Líder sufragista. | [ 19 ]               |
| 1801–1874           | Ethel Bentham                  | Regne Unit                   | 1861     | 1931  | Política, suffragette i metgessa progressista. | [ 59 ]               |
| 1801–1874           | André Léo                      | França                       | 1824     | 1900  | Periodista feminista. | [ 60 ]               |
| 1801–1874           | Signe Bergman                  | Suècia                       | 1869     | 1960  | Líder del sufragisme suec. |                      |
| 1801–1874           | Annie Besant                   | Regne Unit                   | 1847     | 1933  | Feminista socialista. |                      |
| 1801–1874           | Clementina Black               | Regne Unit                   | 1853     | 1922  | Escriptora feminista i sindicalista. |                      |
| 1801–1874           | Alice Stone Blackwell          | Estats Units                 | 1857     | 1950  | Feminista i periodista, editora del diari Woman's Journal and Suffrage News.                                                                                                   | [ 19 ]               |
| 1801–1874           | Antoinette Brown Blackwell     | Estats Units                 | 1825     | 1921  | Fundà l'Associació de Dones Sufragistes Americanes. |                      |
| 1801–1874           | Elizabeth Blackwell            | Estats Units                 | 1821     | 1910  | Feminista de la primera onada. | [ 33 ]               |
| 1801–1874           | Henry Browne Blackwell         | Estats Units                 | 1825     | 1909  | Home de negocis que també era abolicionista i líder sufragista. |                      |
| 1801–1874           | Harriot Stanton Blatch         | Estats Units                 | 1856     | 1940  | Sufragista | [ 19 ] [ 49 ]        |
| 1801–1874           | Amelia Bloomer                 | Estats Units                 | 1818     | 1894  | Editora sufragista, defensà que les dones tinguessin moltes més sortides professionals.                                                                                        | [ 19 ]               |
| 1801–1874           | Barbara Bodichon               | Regne Unit                   | 1827     | 1891  | Pintora, lluità per l'educació i els drets de les dones. | [ 19 ] [ 49 ]        |
| 1801–1874           | Francesca Bonnemaison          | Països Catalans              | 1872     | 1949  | Promotora de l'educació popular femenina. | [ 61 ]               |
| 1801–1874           | Laura Borden                   | Canadà                       | 1861     | 1940  | Líder feminista. |                      |
| 1801–1874           | Lily Braun                     | Alemanya                     | 1865     | 1916  | Feminista i política socialdemòcrata. | [ 19 ]               |
| 1801–1874           | Fredrika Bremer                | Suècia                       | 1801     | 1865  | Escriptora pionera del moviment feminista suec. | [ 19 ]               |
| 1801–1874           | Ursula Mellor Bright           | Regne Unit                   | 1835     | 1915  | Suffragette |                      |
| 1801–1874           | Emilia Broomé                  | Suècia                       | 1866     | 1925  | Política liberal, pacifista i feminista, fou la primera dona a entrar al Parlament suec.                                                                                       |                      |
| 1801–1874           | Constance Bulwer-Lytton        | Regne Unit                   | 1869     | 1923  | Suffragette |                      |
| 1801–1874           | Katharine Bushnell             | Estats Units                 | 1856     | 1946  | Teòloga feminista, creia que el paper de les dones a la Bíblia havia patit errors de traducció i d'interpretació.                                                              |                      |
| 1801–1874           | Josephine Butler               | Regne Unit                   | 1828     | 1906  | Lluità per l'abolició de la prostitució infantil, i del tràfic sexual de dones i nens.                                                                                         | [ 19 ]               |
| 1801–1874           | Pancha Carrasco                | Costa Rica                   | 1826     | 1890  | Considerada heroïna nacional per haver estat la primera dona militar de Costa Rica.                                                                                            | [ 19 ]               |
| 1801–1874           | Frances Jennings Casement      | Estats Units                 | 1840     | 1928  | Suffragette |                      |
| 1801–1874           | Carrie Chapman Catt            | Estats Units                 | 1859     | 1947  | Líder sufragista | [ 19 ] [ 26 ]        |
| 1801–1874           | Maria Cederschiöld             | Suècia                       | 1856     | 1935  | Suffragette |                      |
| 1801–1874           | William Henry Channing         | Estats Units                 | 1810     | 1884  | Clergue que defensà els drets de les dones. |                      |
| 1801–1874           | Mary Agnes Chase               | Estats Units                 | 1869     | 1963  | Feminista socialista i sufragista. |                      |
| 1801–1874           | Ada Nield Chew                 | Regne Unit                   | 1870     | 1945  | Suffragette |                      |
| 1801–1874           | Tennessee Celeste Claflin      | Estats Units                 | 1844     | 1923  | Sufragista | [ 26 ]               |
| 1801–1874           | Alice Clark                    | Regne Unit                   | 1874     | 1934  | Historiadora feminista. |                      |
| 1801–1874           | Helen Bright Clark             | Regne Unit                   | 1840     | 1972  | Suffragette |                      |
| 1801–1874           | Florence Claxton               | Regne Unit                   | 1840     | 1879  | Humorista gràfica, defensà els drets de les dones i que aquestes fossin admeses a les acadèmies d'art.                                                                         |                      |
| 1801–1874           | Voltairine de Cleyre           | Estats Units                 | 1866     | 1912  | Feminista individualista i anarcofeminista. | [ 33 ]               |
| 1801–1874           | Frances Power Cobbe            | Irlanda                      | 1822     | 1904  | Animalista i sufragista, vivia en parella amb l'escultora Mary Lloyd. |                      |
| 1801–1874           | Mary Ann Colclough             | Nova Zelanda                 | 1836     | 1885  | Feminista i reformadora social. |                      |
| 1801–1874           | Anna "Annie" Julia Cooper      | Estats Units                 | 1858     | 1964  | Sufragista | [ 12 ]               |
| 1801–1874           | Marguerite Coppin              | Bèlgica                      | 1867     | 1931  | Poeta llorejada, defensora dels drets de les dones. |                      |
| 1801–1874           | Ida Crouch-Hazlett             | Estats Units                 | 1870     | 1941  | Feminista socialista i sufragista. |                      |
| 1801–1874           | Emily Davison                  | Regne Unit                   | 1872     | 1913  | Sufragista |                      |
| 1801–1874           | Draga Dejanović                | Sèrbia                       | 1840     | 1871  | Poetessa, fou una de les primeres feministes sèrbies. | [ 62 ]               |
| 1801–1874           | Josefina Deland                | Suècia                       | 1814     | 1890  | Mestra i escriptora, fundà la Societat per les Mestres Retirades. |                      |
| 1801–1874           | Maria Deraismes                | França                       | 1828     | 1894  | Escriptora pionera dels drets de les dones. | [ 60 ]               |
| 1801–1874           | Charlotte Despard              | Regne Unit                   | 1844     | 1939  | Suffragette | [ 19 ]               |
|                     | Wilhelmina Drucker             | Països Baixos                | 1847     | 1925  | Feminista de la primera onada. | [ 63 ]               |
| 1801–1874           | Frederick Douglass             | Estats Units                 | c. 1818  | 1895  | Home sufragista. | [ 26 ]               |
| 1801–1874           | Louisa Margaret Dunkley        | Austràlia                    | 1866     | 1927  | Telegrafista i sindicalista, aconseguí la igualtat salarial al servei públic australià.                                                                                        |                      |
| 1801–1874           | Marguerite Durand              | França                       | 1864     | 1936  | Suffragette | [ 64 ]               |
| 1801–1874           | Friedrich Engels               | Alemanya                     | 1820     | 1895  | Teòric del comunisme, estudià, entre altres temes, la subjugació històrica de les dones.                                                                                       | [ 26 ]               |
| 1801–1874           | Emily Faithfull                | Regne Unit                   | 1835     | 1895  | Editora i activista dels drets de la dona. |                      |
| 1801–1874           | Millicent Fawcett              | Regne Unit                   | 1847     | 1929  | Feminista i sufragista, presidí durant 22 anys les National Union of Women's Suffrage Societies.                                                                               |                      |
| 1801–1874           | Astrid Stampe Feddersen        | Dinamarca                    | 1852     | 1930  | Presidí el primer míting pels drets de la dona a Escandinàvia. |                      |
| 1801–1874           | Anna Filossófova               | Rússia                       | 1837     | 1912  | Activista pionera pels drets de la dona a Rússia. |                      |
| 1801–1874           | Louise Flodin                  | Suècia                       | 1828     | 1923  | Feminista, fou la primera dona sueca a tenir carnet de periodista. |                      |
| 1801–1874           | Mary Sargant Florence          | Regne Unit                   | 1857     | 1954  | Suffragette |                      |
| 1801–1874           | Isabella Ford                  | Regne Unit                   | 1855     | 1924  | Feminista socialista i suffragette |                      |
| 1801–1874           | Margaret Fuller                | Estats Units                 | 1810     | 1850  | Transcendentalista i promotora de l'educació femenina, autora de Woman in the Nineteenth Century, la principal obra feminista escrita fins aleshores.                          | [ 26 ]               |
| 1801–1874           | Matilda Joslyn Gage            | Estats Units                 | 1826     | 1898  | Sufragista, editora, escriptora i organitzadora. | [ 12 ]               |
| 1801–1874           | Eliza Gamble                   | Estats Units                 | 1841     | 1820  | Intel·lectual promotora del moviment feminista. | [ 65 ]               |
| 1801–1874           | Edith Margaret Garrud          | Regne Unit                   | 1872     | 1971  | Entrenà un cos de guardaespatlles de la Women's Social and Political Union amb tècniques de jiu jitsu per a l'auto-defensa.                                                    |                      |
| 1801–1874           | Désirée Gay                    | França                       | 1810     | 1891  | Feminista socialista | [ 66 ]               |
| 1801–1874           | Charlotte Perkins Gilman       | Estats Units                 | 1860     | 1935  | Sufragista, ensayista, novelista iecofeminista. | [ 26 ]               |
| 1801–1874           | Wil van Gogh                   | Països Baixos                | 1862     | 1941  | Organitzà una "fira nacional del treball de la dona" als Països Baixos. |                      |
| 1801–1874           | Emma Goldman                   | Regne Unit                   | 1869     | 1940  | Feminista individualista, feu campanya pel control de la natalitat. Com a anarquista, participà en la revolució espanyola (1936-1937).                                         | [ 19 ] [ 26 ] [ 33 ] |
| 1801–1874           | Vida Goldstein                 | Austràlia                    | 1869     | 1949  | Política australiana, pionera del moviment feminista i sufragista al seu país.                                                                                                 | [ 19 ]               |
| 1801–1874           | Grace Greenwood                | Estats Units                 | 1823     | 1904  | La primera dona reportera en nòmina del New York Times, reformadora social i defensora dels drets de la dona.                                                                  |                      |
| 1801–1874           | Angelina Emily Grimké          | Estats Units                 | 1805     | 1879  | Feminista de la primera onada, defensà el sufragi femení. | [ 26 ] [ 33 ]        |
| 1801–1874           | Bella Guerin                   | Austràlia                    | 1858     | 1923  | Feminista socialista, fou la primera dona graduada per una universitat australiana.                                                                                            |                      |
| 1801–1874           | Marianne Hainisch              | Àustria                      | 1839     | 1936  | Defensà el dret de les dones al treball i a l'educació. |                      |
| 1801–1874           | Marion Coates Hansen           | Regne Unit                   | 1870     | 1947  | Suffragette |                      |
| 1801–1874           | Jane Ellen Harrison            | Regne Unit                   | 1850     | 1928  | Arqueòloga, fou la primera dona a desenvolupar una carrera acadèmica professional.                                                                                             |                      |
| 1801–1874           | Anna Haslam                    | Irlanda                      | 1829     | 1922  | Liderà el moviment feminista irlandès més inicial. |                      |
| 1801–1874           | Jenny d'Hericourt              | França                       | 1809     | 1875  | Llevadora i activista feminista. | [ 19 ]               |
| 1801–1874           | Anna Hierta-Retzius            | Suècia                       | 1841     | 1924  | Activista pels drets de la dona i filantrop. |                      |
| 1801–1874           | Thomas Wentworth Higginson     | Estats Units                 | 1828     | 1911  | Clergue i militar, fou abolicionista i també defensor del sufragi femení. |                      |
| 1801–1874           | Marie Hoheisel                 | Àustria                      | 1873     | 1947  | Activista pels drets de les dones, presidenta del "Comitè pel dia de la mare" austríac.                                                                                        |                      |
| 1801–1874           | Laurence Housman               | Regne Unit                   | 1865     | 1959  | Feminista socialista |                      |
| 1801–1874           | Julia Ward Howe                | Estats Units                 | 1819     | 1910  | Sufragista |                      |
| 1801–1874           | Louisa Hubbard                 | Regne Unit                   | 1836     | 1906  | Reformadora social, sobretot en els camps de l'educació i del treball de les dones.                                                                                            |                      |
| 1801–1874           | Aletta Jacobs                  | Països Baixos                | 1854     | 1929  | Sufragista, fou la primera holandesa a entrar a la Universitat, i també la primera metgessa.                                                                                   | [ 12 ]               |
| 1801–1874           | Kang Youwei                    | Xina                         | 1858     | 1927  | Pensador xinès que proposava substituir la família per institucions públiques i el matrimoni per un contracte igualitari anual.                                                | [ 19 ]               |
| 1801–1874           | Carme Karr                     | Països Catalans              | 1865     | 1943  | Periodista feminista catalana. | [ 67 ]               |
| 1801–1874           | Caroline Kauffmann             | França                       | c. 1840s | 1924  | Feminista i suffragette. | [ 19 ]               |
| 1801–1874           | Kalliopi Kehajià               | Grècia                       | 1839     | 1905  | Educadora i feminista. | [ 19 ]               |
| 1801–1874           | Abby Kelley                    | Estats Units                 | 1811     | 1887  | Sufragista |                      |
| 1801–1874           | Grace Kimmins                  | Regne Unit                   | 1871     | 1954  | Fundà institucions caritatives per a nens discapacitats. |                      |
| 1801–1874           | Anna Kingsford                 | Regne Unit                   | 1846     | 1888  | Ecofeminista |                      |
| 1801–1874           | Toshiko Kishida                | Japó                         | 1863     | 1901  | Una de les primeres feministes japoneses. | [ 19 ]               |
| 1801–1874           | Aleksandra Kol·lontai          | Rússia                       | 1872     | 1952  | Revolucionària comunista, partidària de l'amor lliure contra l'opinió oficial del Partit Comunista.                                                                            | [ 68 ]               |
| 1801–1874           | Evgenia Konradi                | Rússia                       | 1838     | 1898  | Feminista socialista | [ 69 ]               |
| 1801–1874           | Lotten von Kræmer              | Suècia                       | 1828     | 1912  | Activista pels drets de la dona, finançà l'Associació Nacional pel Sufragi Femení.                                                                                             |                      |
| 1801–1874           | Marie Lacoste-Gérin-Lajoie     | Canadà                       | 1867     | 1945  | Suffragette i jurista lliurepensadora. |                      |
| 1801–1874           | Louisa Lawson                  | Austràlia                    | 1848     | 1920  | Suffragette i republicana federalista radical. | [ 12 ]               |
| 1801–1874           | Mary Lee                       | Austràlia, Irlanda           | 1821     | 1909  | Suffragette |                      |
| 1801–1874           | Anna Leonowens                 | Regne Unit, Índia            | 1831     | 1915  | Escriptora de viatges, educadora i activista social, influí en el rei de Siam.                                                                                                 |                      |
| 1801–1874           | Fredrika Limnell               | Suècia                       | 1816     | 1897  | Feminista |                      |
| 1801–1874           | Mary Livermore                 | Estats Units                 | 1820     | 1905  | Periodista a favor dels drets de la dona i sufragista. |                      |
| 1801–1874           | Belva Ann Bennett Lockwood     | Estats Units                 | 1830     | 1917  | Advocada i política, treballà pels drets de la dona, inclòs el sufragi. | [ 19 ]               |
| 1801–1874           | Margaret Bright Lucas          | Regne Unit                   | 1818     | 1890  | Suffragette |                      |
| 1801–1874           | Christian Maclagan             | Regne Unit                   | 1811     | 1901  | Antiquària i arqueòloga escocesa, va haver de publicar a Londres per poder fer-ho amb el seu nom.                                                                              |                      |
| 1801–1874           | Kitty Marion                   | Regne Unit                   | 1871     | 1944  | Feminista socialista i suffragette. |                      |
| 1801–1874           | Harriet Martineau              | Regne Unit                   | 1802     | 1876  | Considerada la primera sociòloga. |                      |
| 1801–1874           | Eleanor Marx                   | Regne Unit                   | 1855     | 1898  | Feminista socialista |                      |
| 1801–1874           | Rosa Mayreder                  | Àustria                      | 1858     | 1938  | Artista feminista | [ 12 ]               |
| 1801–1874           | Nellie McClung                 | Canadà                       | 1873     | 1951  | Feminista i sufragista, una de les Famoses Cinc. |                      |
| 1801–1874           | Helen Priscilla McLaren        | Regne Unit                   | 1851     | 1934  | Activista per la salut i la condició social de la dona. |                      |
| 1801–1874           | Louise Michel                  | França                       | 1830     | 1905  | Anarcofeminista | [ 30 ]               |
| 1801–1874           | Harriet Taylor Mill            | Regne Unit                   | 1807     | 1858  | Pionera feminista, influí en el seu marit, John Stuart Mill. | [ 33 ]               |
| 1801–1874           | John Stuart Mill               | Regne Unit                   | 1806     | 1873  | Fou el primer diputat britànic a demanar el vot per a les dones. | [ 26 ] [ 33 ]        |
| 1801–1874           | Hannah Mitchell                | Regne Unit                   | 1872     | 1956  | Feminista socialista i suffragette. |                      |
| 1801–1874           | Katti Anker Møller             | Noruega                      | 1868     | 1945  | Feminista de la primera onada. | [ 33 ]               |
| 1801–1874           | Dolors Monserdà i Vidal        | Països Catalans              | 1845     | 1919  | Escriptora feminista, primera dona a presidir els Jocs Florals. | [ 70 ]               |
| 1801–1874           | Agda Montelius                 | Suècia                       | 1850     | 1920  | Feminista i suffragette. |                      |
| 1801–1874           | Anna Maria Mozzoni             | Itàlia                       | 1837     | 1920  | Feminista de la primera onada i suffragette | [ 33 ]               |
| 1801–1874           | Flora Murray                   | Regne Unit                   | 1869     | 1923  | Suffragette |                      |
| 1801–1874           | Clarina I. H. Nichols          | Estats Units                 | 1810     | 1885  | Feminista de la primera onada i sufragista | [ 33 ]               |
| 1801-1874           | Florence Nightingale           | Regne Unit                   | 1820     | 1910  | Infermera, estadística, feminista no alineada amb els primers moviments feministes del Regne Unit.                                                                             | [ 71 ]               |
| 1801–1874           | Louise Otto-Peters             | Alemanya                     | 1819     | 1895  | Fundà l'Associació alemanya de Dones. | [ 72 ] [ 73 ]        |
| 1801–1874           | Emmeline Pankhurst             | Regne Unit                   | 1858     | 1928  | Fundadora i líder del moviment britànic de les suffragettes. | [ 26 ]               |
| 1801–1874           | Maud Wood Park                 | Estats Units                 | 1871     | 1955  | Fundadora de la Lliga pel Sufragi Igualitari dels estudiants, i primera presidenta de la Lliga de Dones Votants.                                                               |                      |
| 1801–1874           | Madeleine Pelletier            | França                       | 1874     | 1939  | Feminista de la primera onada i feminista socialista. | [ 33 ]               |
| 1801–1874           | Wendell Phillips               | Estats Units                 | 1811     | 1884  | Abolicionista, quan fou abolida l'esclavitud es dedicà al sufragi femení i als indígenes americans.                                                                            |                      |
| 1801–1874           | Jyotirao Phule                 | Índia                        | 1827     | 1890  | Crític amb el sistema de castes de l'Índia, fundà una escola per a noies, una iniciativa per tornar a casar les vídues, i una residència per a nenes amenaçades d'infanticidi. | [ 12 ]               |
| 1801–1874           | Eugénie Potonié-Pierre         | França                       | 1844     | 1898  | Fundadora de la Federació de Societats Feministes Franceses. | [ 30 ]               |
| 1801–1874           | Eleanor Rathbone               | Regne Unit                   | 1872     | 1946  | Diputada, defensora del subsidi per als fills i dels drets de la dona. | [ 12 ]               |
| 1801–1874           | Séverine                       | França                       | 1855     | 1929  | Periodista anarquista i feminista. |                      |
| 1801–1874           | Dorothy Richardson             | Regne Unit                   | 1873     | 1957  | Autora d'una sèrie de novel·les sobre diverses experiències femenines. |                      |
| 1801–1874           | Edith Rigby                    | Regne Unit                   | 1872     | 1948  | Suffragette |                      |
| 1801–1874           | Bessie Rischbieth              | Austràlia                    | 1874     | 1967) | Una de les primeres dones jutgesses, i pionera de la reacció contra la pràctica de prendre els fills a les dones aborígens.                                                    |                      |
| 1801–1874           | Eliza Ritchie                  | Canadà                       | 1856     | 1933  | Líder sufragista. |                      |
| 1801–1874           | Harriet Hanson Robinson        | Estats Units                 | 1825     | 1911  | Havent treballat al tèxtil quan era nena, participà en una vaga i acabà lluitant pel sufragi femení.                                                                           | [ 26 ]               |
| 1801–1874           | Pauline Roland                 | França                       | 1805     | 1852  | Feminista i socialista. | [ 33 ]               |
| 1801–1874           | Rosalie Roos                   | Suècia                       | 1823     | 1898  | Escriptora pionera del moviment pels drets de la dona a Suècia. |                      |
| 1801–1874           | Ernestine Rose                 | Estats Units, Rússia-Polònia | 1810     | 1892  | Suffragette | [ 26 ]               |
| 1801–1874           | Hilda Sachs                    | Suècia                       | 1857     | 1935  | Periodista i escriptora feminista. |                      |
| 1801–1874           | George Sand                    | França                       | 1804     | 1876  | Escriptora pionera del feminisme. | [ 26 ] [ 33 ]        |
| 1801–1874           | Anna Sandström                 | Suècia                       | 1854     | 1931  | Reformadora de l'ensenyament. |                      |
| 1801–1874           | Lluïsa de Saxònia-Coburg-Gotha | Regne Unit                   | 1848     | 1939  | Suffragette | [ 74 ]               |
| 1801–1874           | Auguste Schmidt                | Alemanya                     | 1833     | 1902  | Feminista | [ 75 ]               |
| 1801–1874           | Olive Schreiner                | Sud-àfrica                   | 1855     | 1920  | Escriptora, feminista liberal. |                      |
| 1801–1874           | Rose Scott                     | Austràlia                    | 1847     | 1925  | Suffragette |                      |
| 1801–1874           | Anna Howard Shaw               | Estats Units                 | 1847     | 1919  | Presidenta de l'Associació Nacional pel Sufragi de les Dones. |                      |
| 1801–1874           | Kate Sheppard                  | Nova Zelanda                 | 1847     | 1934  | Influí en la consecució del vot per a les dones a Nova Zelanda el 1893 (el primer país on es va permetre).                                                                     | [ 12 ]               |
| 1801–1874           | Tarabai Shinde                 | Índia                        | 1850     | 1910  | Feminista que lluità contra el patriarcat i les castes. |                      |
| 1801–1874           | Emily Anne Eliza Shirreff      | Regne Unit                   | 1814     | 1897  | Pionera feminista. | [ 33 ]               |
| 1801–1874           | Eleanor Mildred Sidgwick       | Regne Unit                   | 1845     | 1936  | Física i defensora de l'educació de les noies. |                      |
| 1801–1874           | Ethel Smyth                    | Regne Unit                   | 1858     | 1944  | Suffragette |                      |
| 1801–1874           | Anna Garlin Spencer            | Estats Units                 | 1851     | 1931  | Religiosa feminista. | [ 26 ]               |
| 1801–1874           | Elizabeth Cady Stanton         | Estats Units                 | 1815     | 1902  | Activista social, abolicionista, sufragista i promotora d'organitzacions femenines internacionals.                                                                             | [ 26 ]               |
| 1801–1874           | Anna Sterky                    | Suècia, Dinamarca            | 1856     | 1939  | Política, sindicalista i feminista. | [ 76 ]               |
| 1801–1874           | Helene Stöcker                 | Alemanya                     | 1869     | 1943  | Feminista i pacifista. | [ 73 ]               |
| 1801–1874           | Milica Stojadinović-Srpkinja   | Sèrbia                       | 1828     | 1878  | Corresponsal de guerra i poetessa feminista. | [ 77 ]               |
| 1801–1874           | Lucy Stone                     | Estats Units                 | 1818     | 1893  | Fou la primera dona americana a conservar el seu cognom de soltera en casar-se.                                                                                                | [ 26 ]               |
| 1801–1874           | Emily Stowe                    | Canadà                       | 1831     | 1903  | Física, defensà el dret de les dones a entrar a la professió mèdica i fundà l'Associació Canadenca pel Sufragi de les Dones.                                                   |                      |
| 1801–1874           | Helena Swanwick                | Regne Unit                   | 1864     | 1939  | Suffragette |                      |
| 1801–1874           | Frances Swiney                 | Regne Unit                   | 1847     | 1922  | Suffragette |                      |
| 1801–1874           | Táhirih                        | Iran                         | c. 1814  | 1852  | Poeta i teòloga de la Fe babí, promogué els drets de la dona a l'Iran. | [ 12 ]               |
| 1801–1874           | Caroline Testman               | Dinamarca                    | 1839     | 1919  | Fundadora i presidenta de l'Associació de Dones Daneses. |                      |
| 1801–1874           | Carey Thomas                   | Estats Units                 | 1857     | 1935  | Educadora i lingüista. Feminista. | [ 19 ]               |
| 1801–1874           | Sybil Thomas                   | Regne Unit                   | 1857     | 1941  | Suffragette |                      |
| 1801–1874           | Flora Tristan                  | França                       | 1803     | 1844  | Feminista socialista | [ 12 ]               |
| 1801–1874           | Harriet Tubman                 | Estats Units                 | 1820     | 1913  | Feminista de la primera onada | [ 33 ]               |
| 1801–1874           | Alice Vickery                  | Regne Unit                   | 1844     | 1929  | Física, defensà el control de la natalitat com una forma d'emancipació femenina.                                                                                               | [ 78 ]               |
| 1801–1874           | Beatrice Webb                  | Regne Unit                   | 1858     | 1943  | Feminista socialista |                      |
| 1801–1874           | Ida B. Wells                   | Estats Units                 | 1862     | 1931  | Una de les primeres líders del moviment afroamericà pels drets civils, sufragista i lluitadora contra la pràctica del linxament.                                               |                      |
| 1801–1874           | Anna Whitlock                  | Suècia                       | 1852     | 1930  | Feminista i suffragette. |                      |
| 1801–1874           | Karolina Widerström            | Suècia                       | 1856     | 1949  | Suffragette |                      |
| 1801–1874           | Frances Willard                | Estats Units                 | 1839     | 1898  | Sufragista, feminista socialista i suffragette. |                      |
| 1801–1874           | Charlotte Wilson               | Regne Unit                   | 1854     | 1944  | Feminista radical. |                      |
| 1801–1874           | Victoria Woodhull              | Estats Units                 | 1838     | 1927  | Feminista de la primera onada, sufragista, i la primera dona que es presentà a l'elecció per president dels Estats Units.                                                      | [ 26 ] [ 33 ]        |
| 1801-1874           | Natalie Zahle                  | Dinamarca                    | 1827     | 1913  | Treballà pel dret de les dones a l'educació. | [ 79 ]               |

## Feministes

### Feministes de finals delseglexixi inicis del segle XX
Persones nascudes entre el 1875 i el 1939.
| Període (naixement) | Nom                            | País                                        | Neix  | Mor  | Comentaris | Fonts                |
| ------------------- | ------------------------------ | ------------------------------------------- | ----- | ---- | --- | -------------------- |
| 1875–1939           | Bella Abzug                    | Estats Units                                | 1920  | 1998 | Feminista de la segona onada. | [ 19 ]               |
| 1875–1939           | Ángela Acuña Braun             | Costa Rica                                  | 1888  | 1983 | Feminista i sufragista, defensora de dones i nens, fou la primera advocada de l'Amèrica Central.                                                        | [ 19 ]               |
| 1875–1939           | Mirta Aguirre Carreras         | Cuba                                        | 1912  | 1980 | Escriptora, periodista i militant feminista així com del Partit Comunista de Cuba.                                                                      | [ 80 ]               |
| 1875–1939           | Madeleine Albright             | Txèquia, Estats Units                       | 1937  | –    | Secretària d'Estat dels Estats Units, al seu temps fou la dona més important de la història del seu país. Entusiasta de la causa feminista.             |                      |
| 1875–1939           | Wim Hora Adema                 | Països Baixos                               | 1914  | 1998 | Feminista de la segona onada i feminista radical. | [ 81 ]               |
| 1875–1939           | Alan Alda                      | Estats Units                                | 1936  | –    | Actor, director i autor, ha donat suport als drets de la dona.                                                                                          | [ 82 ]               |
| 1875–1939           | Dolores Alexander              | Estats Units                                | 1931  | 2008 | Feminista contra la pornografia. | [ 83 ]               |
| 1875–1939           | Maya Angelou                   | Estats Units                                | 1928  | 2014 | Activista dels drets civils. | [ 19 ]               |
| 1875–1939           | Margery Corbett Ashby          | Regne Unit                                  | 1882  | 1981 | Suffragette | [ 20 ]               |
| 1875–1939           | Ksenija Atanasijević           | Sèrbia                                      | 1894  | 1981 | Suffragette, fou la primera persona a doctorar-se en Filosofia en una universitat sèrbia.                                                               |                      |
| 1875–1939           | Ti-Grace Atkinson              | Estats Units                                | 1938  | –    | Feminista de la segona onada. | [ 19 ] [ 33 ] [ 83 ] |
| 1875–1939           | Margaret Atwood                | Canadà                                      | 1939  | –    | Feminista de la tercera onada. | [ 19 ] [ 33 ]        |
| 1875–1939           | Helene Aylon                   | Estats Units                                | 1931  | –    | Ecofeminista. | [ 33 ] [ 83 ]        |
| 1875–1939           | Eva Bacon                      | Austràlia                                   | 1909  | 1994 | Feminista i socialista. |                      |
| 1875–1939           | Faith Bandler                  | Austràlia                                   | 1918  | 2015 | Feminista i activista pels drets civils. |                      |
| 1875–1939           | Lois W. Banner                 | Estats Units                                | 1939  | –    | Especialista en història de la dona. |                      |
| 1875–1939           | Thelma Bate                    | Austràlia                                   | 1904  | 1984 | Defensava l'entrada de les dones aborígens a l'Associació Nacional de Dones.                                                                            |                      |
| 1875–1939           | Rosalyn Baxandall              | Estats Units                                | 1939  | 2015 | Feminista de la segona onada i feminista radical. |                      |
| 1875–1939           | Mary Ritter Beard              | Estats Units                                | 1876  | 1958 | Historiadora feminista. | [ 19 ] [ 26 ]        |
| 1875–1939           | Joan Beauchamp                 | Regne Unit                                  | 1890  | 1964 | Suffragette |                      |
| 1875–1939           | Kay Beauchamp                  | Regne Unit                                  | 1899  | 1992 | Tot i ser dona, fou molt influent en el pensament del Partit Comunista de la Gran Bretanya.                                                             |                      |
| 1875–1939           | Simone de Beauvoir             | França                                      | 1908  | 1986 | Escriptora i filòsofa, feminista de la segona onada. | [ 19 ] [ 33 ]        |
| 1875–1939           | Helen Bentwich                 | Regne Unit                                  | 1892  | 1972 | Intentà crear un sindicat per a les dones i després organitzà el treball substitutori de les dones durant la Primera Guerra Mundial.                    | [ 84 ]               |
| 1875–1939           | Rosa May Billinghurst          | Regne Unit                                  | 1875  | 1953 | Suffragette | [ 49 ]               |
| 1875–1939           | Teresa Billington-Greig        | Regne Unit                                  | 1877  | 1964 | Suffragette | [ 49 ]               |
| 1875–1939           | Dorothy Lee Bolden             | Estats Units                                | 1923  | 2002 | Fundà la Unió Nacional de Treballadors de la Llar d'Amèrica.                                                                                            |                      |
| 1865–1964           | Jeanne Bouvier                 | França                                      | 1865  | 1964 | Feminista i sindicalista. | [ 85 ]               |
| 1875–1939           | Elsie Bowerman                 | Regne Unit                                  | 1889  | 1973 | Suffragette | [ 49 ]               |
| 1875–1939           | Helen Gurley Brown             | Estats Units                                | 1922  | 2012 | Autora del llibre Sex and the Single Girl, que anima les noies a ser independents econòmicament i en el sexe.                                           |                      |
| 1875–1939           | Stella Browne                  | Canadà                                      | 1880  | 1955 | Feminista socialista |                      |
| 1875–1939           | Susan Brownmiller              | Estats Units                                | 1935  | –    | Feminista de la segona onada, activista contra la pornografia i feminista radical.                                                                      | [ 33 ] [ 83 ]        |
| 1875–1939           | Katherine Burdekin             | Regne Unit                                  | 1896  | 1963 | Escriptora que conreà la utopia i la distopia feministes.                                                                                               |                      |
| 1875–1939           | Lucy Burns                     | Estats Units                                | 1879  | 1966 | Suffragette, sufragista i activista pels drets de la dona.                                                                                              |                      |
| 1875–1939           | Karlyn Kohrs Campbell          | Estats Units                                | 1937  | –    | Estudiosa del feminisme. | [ 19 ]               |
| 1875–1939           | Clara Campoamor                | Espanya                                     | 1888  | 1972 | Política, defensà els drets de la dona i el seu dret al sufragi a la Constitució espanyola de 1931.                                                     | [ 19 ]               |
| 1875–1939           | Luisa Capetillo                | Puerto Rico                                 | 1879  | 1922 | Sindicalista i suffragette, fou empresonada per portar pantalons en públic.                                                                             | [ 19 ]               |
| 1875–1939           | Maria Aurèlia Capmany          | Països Catalans                             | 1918  | 1991 | Escriptora, inicià el feminisme antifranquista després de la reculada de la Guerra Civil.                                                               |                      |
| 1875–1939           | Liz Carpenter                  | Estats Units                                | 1920  | 2010 | Política i comunicadora feminista. |                      |
| 1875–1939           | Elvia Carrillo Puerto          | Mèxic                                       | 1878  | 1967 | "La Monja Roja", creà la primera organització feminista mexicana i fou la primera dona elegida diputada.                                                | [ 19 ]               |
| 1875–1939           | Florence Fernet-Martel         | Canadà                                      | 1892  | 1986 | Feminista de la segona onada i suffragette. | [ 86 ]               |
| 1875–1939           | Thérèse Casgrain               | Canadà                                      | 1896  | 1981 | Feminista de la segona onada i suffragette. | [ 19 ] [ 33 ]        |
| 1875–1939           | Jacqueline Ceballos            | Estats Units                                | 1925  | –    | Fundadora de les "Feministes Veteranes d'Amèrica". | [ 83 ]               |
| 1875–1939           | Enid Charles                   | Regne Unit                                  | 1894  | 1972 | Feminista radical. |                      |
| 1875–1939           | Shirley St Hill Chisholm       | Estats Units                                | 1924  | 2005 | Feminista de la segona onada. | [ 19 ]               |
| 1875–1939           | Hélène Cixous                  | França                                      | 1937  | –    | Escriptora feminista, fundà el primer centre d'estudis feministes en una universitat europea.                                                           | [ 19 ] [ 33 ]        |
| 1875–1939           | Margaret "Gretta" Cousins      | Irlanda                                     | 1878  | 1954 | Sufragista, fundà la "Conferència de les Dones de Tota l'Índia".                                                                                        |                      |
| 1875–1939           | Eva Cox                        | Austràlia                                   | 1938  | –    | Sociòloga i membre del "Lobby Electoral de les Dones".                                                                                                  |                      |
| 1875–1939           | Jill Craigie                   | Regne Unit                                  | 1911  | 1999 | Feminista socialista. |                      |
| 1875–1939           | Minnie Fisher Cunningham       | Estats Units                                | 1882  | 1964 | Com a diputada, lluità per la Dinovena esmena de la Constitució dels Estats Units, que blinda el dret al sufragi femení a tots i cada un dels estats.   |                      |
| 1875–1939           | Hamid Dalwai                   | Índia                                       | 1932  | 1977 | Feminista socialista. |                      |
| 1875–1939           | Mary Daly                      | Estats Units                                | 1928  | 2010 | Feminista de la segona onada i ecofeminista. | [ 33 ]               |
| 1875–1939           | Sonja Davies                   | Nova Zelanda                                | 1923  | 2005 | Feminista de la segona onada. |                      |
| 1875–1939           | Barbara Deming                 | Estats Units                                | 1917  | 1984 | Feminista i activista de la No-violència; era obertament lesbiana.                                                                                      |                      |
| 1875–1939           | Ezlynn Deraniyagala            | Sri Lanka                                   | 1908  | 1973 | Primera advocada de Sri Lanka; presidenta de l'"Aliança Internacional de Dones".                                                                        | [ 19 ]               |
| 1875–1939           | Jeanne Deroin                  | França                                      | 1805  | 1894 | Feminista socialista. | [ 19 ]               |
| 1875–1939           | Betty Dodson                   | Estats Units                                | 1929  | –    | Feminista de la tercera onada i pro-sex. | [ 83 ]               |
| 1875–1939           | Sediqeh Dowlatabadi            | Iran                                        | 1882  | 1962 | Periodista i activista pels drets de la dona. |                      |
| 1875–1939           | Carol Downer                   | Estats Units                                | 1933  | –    | Feminista de la segona onada, creadora de grups d'autoajuda de les dones i activista per la salut.                                                      | [ 33 ]               |
| 1875–1939           | Roxanne Dunbar-Ortiz           | Estats Units                                | 1939  | –    | Feminista radical |                      |
| 1875–1939           | Crystal Eastman                | Estats Units                                | 1881  | 1928 | Feminista socialista |                      |
| 1875–1939           | Françoise d'Eaubonne           | França                                      | 1920  | 2005 | Ecofeminista | [ 87 ]               |
| 1875–1939           | Norah Elam                     | Regne Unit, Irlanda                         | 1878  | 1961 | Feminista radical i suffragette. |                      |
| 1875–1939           | Cynthia Enloe                  | Estats Units                                | 1938  | –    | Feminista de la segona onada. |                      |
| 1875–1939           | Mohtaram Eskandari             | Iran                                        | 1895  | 1924 | Activista pels drets de la dona, fundadora de la "Lliga Patriòtica de Dones de l'Iran".                                                                 |                      |
| 1875–1939           | Vilma Espín                    | Cuba                                        | 1930  | 2007 | Esposa de Raul Castro, presidenta de la "Federación de Mujeres Cubanas".                                                                                | [ 19 ]               |
| 1875–1939           | Elizabeth Evatt                | Austràlia                                   | 1933  | –    | Fou la primera persona australiana membre del Comitè de Drets Humans de les Nacions Unides.                                                             |                      |
| 1875–1939           | Myrlie Evers-Williams          | Estats Units                                | 1933  | –    | Feminista de la segona onada. |                      |
| 1875–1939           | Margaret Leonora Eyles         | United Kingdom                              | 1889  | 1960 | Novelista feminista. |                      |
| 1875–1939           | Lidia Falcón                   | Espanya                                     | 1935  | –    | Periodista, fundadora del Partido Feminista de España.                                                                                                  | [ 19 ]               |
| 1875–1939           | Frances Farrer                 | Regne Unit                                  | 1895  | 1977 | Secretària General de l'"Institut de la Dona". |                      |
| 1875–1939           | Geraldine Ferraro              | Estats Units                                | 1935  | 2011 | Fou la primera dona candidata a Vicepresident dels Estats Units.                                                                                        | [ 19 ]               |
| 1875–1939           | Ana Figuero                    | Xile                                        | 1908  | 1970 | Educadora i política feminista. | [ 19 ]               |
| 1875–1939           | Marianne Githens               | Estats Units                                | 1936  | 2018 | Politòloga feminista. | [ 88 ]               |
| 1875–1939           | Elizabeth Gurley Flynn         | Estats Units                                | 1890  | 1964 | Feminista socialista i suffragette. |                      |
| 1875–1939           | Elizabeth "Betty" Bloomer Ford | Estats Units                                | 1918  | 2011 | Feminista de la segona onada. |                      |
| 1875–1939           | Gerald Ford                    | Estats Units                                | 1913  | 2006 | Feminista de la segona onada. |                      |
| 1875–1939           | Miles Franklin                 | Austràlia                                   | 1879  | 1954 | Escriptora feminista. |                      |
| 1875–1939           | Clara Fraser                   | Estats Units                                | 1923  | 1998 | Feminista de la segona onada i feminista radical. |                      |
| 1875–1939           | Elisabeth Freeman              | Estats Units                                | 1876  | 1942 | Sufragista i activista pels drets civils, participà en les Marxes sufragistes.                                                                          |                      |
| 1875–1939           | Marilyn French                 | Estats Units                                | 1929  | 2009 | Feminista de la segona onada i feminista radical. | [ 33 ]               |
| 1875–1939           | Betty Friedan                  | Estats Units                                | 1921  | 2006 | Feminista de la segona onada. | [ 33 ]               |
| 1875–1939           | William Lloyd Garrison         | Estats Units                                | 1805  | 1879 | Activista abolicionista primer, feminista i pels drets civils després.                                                                                  | [ 26 ]               |
| 1875–1939           | Carol Gilligan                 | Estats Units                                | 1936  | –    | Feminista de la segona onada. | [ 33 ]               |
| 1875–1939           | Françoise Giroud               | França                                      | 1916  | 2003 | Periodista i política feminista. | [ cal citació ]      |
| 1875–1939           | Judy Goldsmith                 | Estats Units                                | 1938  | –    | Líder feminista. |                      |
| 1875–1939           | Jane Goodall                   | Regne Unit                                  | 1934  | –    | La primatòloga més important, també lluita pels drets dels animals.                                                                                     |                      |
| 1875–1939           | Vivian Gornick                 | Estats Units                                | 1935  | –    | Feminista radical. | [ 83 ]               |
| 1875–1939           | Lois Gould                     | Estats Units                                | 1931  | 2002 | Escrivia novel·les sobre vides de dones. |                      |
| 1875–1939           | Jane Grant                     | Estats Units                                | 1892  | 1972 | Periodista, fundà The New Yorker junt al seu marit. |                      |
| 1875–1939           | Colette Guillaumin             | França                                      | 1934  | 2017 | Feminista. |                      |
| 1875–1939           | Tahar Haddad                   | Tunísia                                     | 1897  | 1935 | Feminista musulmana. |                      |
| 1875–1939           | Lizzy Lind af Hageby           | Suècia                                      | 1878  | 1963 | Feminista i defensora dels drets dels animals. |                      |
| 1875–1939           | Charlotte Haldane              | Regne Unit                                  | 1894  | 1969 | Feminista. |                      |
| 1875–1939           | Gisèle Halimi                  | França                                      | 1927  | –    | Política feminista. |                      |
| 1875–1939           | Zaib-un-Nissa Hamidullah       | Índia                                       | 1921  | 2000 | Feminista musulmana. |                      |
| 1875–1939           | Bertha Harris                  | Estats Units                                | 1937  | 2005 | Feminista de la segona onada. |                      |
| 1875–1939           | Caroline Haslett               | Regne Unit                                  | 1895  | 1957 | Enginyera elèctrica i defensora dels drets de les dones.                                                                                                |                      |
| 1875–1939           | He Xiangning                   | Xina                                        | 1878  | 1972 | Pintora, poeta i revolucionària feminista. |                      |
| 1875–1939           | Dorothy Hewett                 | Austràlia                                   | 1923  | 2002 | Feminista de la segona onada. |                      |
| 1875–1939           | Julka Hlapec-Đorđević          | Sèrbia                                      | 1882  | 1969 | Escriptora i suffragette. | [ 89 ]               |
| 1875–1939           | Nicole Hollander               | Estats Units                                | 1939  | –    | Dibuixant d'una tira còmica feminista. |                      |
| 1875–1939           | Pak Hon-yong                   | Corea del Sud                               | 1900  | 1956 | Líder comunista. |                      |
| 1875–1939           | Mary Howell                    | Estats Units                                | 1932  | 1998 | Primera dona a presidir la Facultat de Medicina de Harvard, maldà per obrir les aules a les noies.                                                      |                      |
| 1875–1939           | Edith How-Martyn               | Regne Unit                                  | 1875  | 1954 | Suffragette. |                      |
| 1875–1939           | Fatima Ahmed Ibrahim           | Sudan                                       | 1933  | 2017 | Feminista musulmana. |                      |
| 1875–1939           | Fusae Ichikawa                 | Japó                                        | 1893  | 1981 | Lluità pel sufragi femení. | [ 19 ]               |
| 1875–1939           | Luce Irigaray                  | França                                      | 1930  | –    | Filòsofa i lingüista feminista. | [ 33 ]               |
| 1875–1939           | Sonia Johnson                  | Estats Units                                | 1936  | –    | Feminista, ha centrat el seu activisme contra l'Església Mormona.                                                                                       |                      |
| 1875–1939           | Jill Johnston                  | Estats Units                                | 1929  | 2010 | Líder del feminisme separatista. |                      |
| 1875–1939           | Claudia Jones                  | Regne Unit, Estats Units, Trinitat i Tobago | 1915  | 1964 | Suffragette. |                      |
| 1875–1939           | Rosalie Gardiner Jones         | Estats Units                                | 1883  | 1978 | Organitzadora de les Marxes sufragistes |                      |
| 1875–1939           | Marie Juchacz                  | Alemanya                                    | 1879  | 1956 | La primera diputada alemanya que va fer un discurs al Reichstag.                                                                                        | [ 90 ]               |
| 1875–1939           | Alicia Moreau de Justo         | Argentina                                   | 1885  | 1986 | Feminista socialista. | [ 91 ]               |
| 1875–1939           | Raden Adjeng Kartini           | Indonèsia                                   | 1879  | 1904 | Feminista musulmana, lluità contra la poligàmia i per l'educació de les dones.                                                                          | [ 19 ]               |
| 1875–1939           | Shidzue Katō                   | Japó                                        | 1897  | 2001 | Feminista de la segona onada. | [ 19 ]               |
| 1875–1939           | Aoua Kéita                     | Mali                                        | 1912  | 1980 | La primera diputada del Mali independent. |                      |
| 1875–1939           | Florynce Kennedy               | Estats Units                                | 1916  | 2000 | Feminista de la segona onada. |                      |
| 1875–1939           | Annie Kenney                   | Regne Unit                                  | 1879  | 1953 | Suffragette. |                      |
| 1875–1939           | Yamakawa Kikue                 | Japó                                        | 1890  | 1980 | Feminista socialista, lluità contra la prostitució. |                      |
| 1875–1939           | Coretta Scott King             | Estats Units                                | 1927  | 2006 | Feminista de la segona onada. |                      |
| 1875–1939           | Mabel Ping-Hua Lee             | Estats Units                                | 1896  | 1966 | Sufragista, fou la primera dona xinesa que es doctorà en Medicina a la Columbia University.                                                             |                      |
| 1875–1939           | Gerda Lerner                   | Àustria                                     | 1920  | 2013 | Fou una de les creadores de la Història de la dona. |                      |
| 1875–1939           | Audre Lorde                    | Estats Units                                | 1934  | 1992 | Feminista de la tercera onada. | [ 19 ]               |
| 1875–1939           | Mina Loy                       | Regne Unit                                  | 1882  | 1966 | Escrigué un Manifest feminista que cridava a la insurrecció total de les dones.                                                                         |                      |
| 1875–1939           | Rae Luckock                    | Canadà                                      | 1893  | 1972 | Feminista socialista. |                      |
| 1875–1939           | Margaret Mackworth             | Regne Unit                                  | 1883  | 1958 | Suffragette galesa. |                      |
| 1875–1939           | Agnes Macphail                 | Canadà                                      | 1890  | 1954 | La primera dona al Parlament canadenc. |                      |
| 1875–1939           | Dora Marsden                   | Regne Unit                                  | 1882  | 1960 | Suffragette. |                      |
| 1875–1939           | Elizabeth Holloway Marston     | Regne Unit                                  | 1893  | 1993 | Psicòloga bisexual, fou la inspiradora del personatge Wonder Woman.                                                                                     |                      |
| 1875–1939           | William Moulton Marston        | Estats Units                                | 1893  | 1947 | Psicòleg, creador del personatge Wonder Woman, que inicialment tenia caràcter feminista.                                                                |                      |
| 1875–1939           | Nicole-Claude Mathieu          | França                                      | 1937  | 2014 | Feminista materialista. | [ 33 ]               |
| 1875–1939           | Else Mayer                     | Alemanya                                    | 1891  | 1962 | Feminista de la primera onada. | [ cal citació ]      |
| 1875-1939           | Antonia Maymón                 | Espanya                                     | 1881  | 1959 | Anarquista, naturista i feminista. |                      |
| 1875–1939           | Carolyn Merchant               | Estats Units                                | 1936  | –    | Ecofeminista. |                      |
| 1875–1939           | Maria Mies                     | Alemanya                                    | 1931  | –    | Ecofeminista. | [ 92 ]               |
| 1875–1939           | Inez Milholland                | Estats Units                                | 1886  | 1916 | Militant del Partit Nacional de les Dones, encapçalà una gran manifestació feminista el 1913.                                                           |                      |
| 1875–1939           | Kate Millett                   | Estats Units                                | 1934  | 2017 | Feminista de la segona onada. | [ 33 ]               |
| 1875–1939           | Laure Moghaizel                | Líban                                       | 1929  | 1997 | Defensora dels drets de la dona al Líban. |                      |
| 1875–1939           | Frederica Montseny             | Països Catalans                             | 1905  | 1994 | Política anarquista i feminista, fou la primera dona ministra d'Espanya.                                                                                | [ 93 ]               |
| 1875-1939           | Maria Montessori               | Itàlia                                      | 1870  | 1952 | Pedagoga, metgessa, feminista; renovadora de l'educació infantil.                                                                                       | [ 94 ]               |
| 1875–1939           | Florence Nagle                 | Regne Unit                                  | 1894  | 1988 | Feminista, fou la primera dona entrenadora de cavalls de curses al Regne Unit.                                                                          | [ 95 ]               |
| 1875–1939           | Diane Nash                     | Estats Units                                | 1938  | –    | Líder del moviment pels Drets civils. |                      |
| 1875–1939           | Malak Hifni Nasif              | Egipte                                      | 1886  | 1918 | Escriptora feminista egípcia. | [ 96 ]               |
| 1875–1939           | Margarita Nelken               | Espanya                                     | 1894  | 1968 | Política feminista. | [ 97 ]               |
| 1875–1939           | Anaïs Nin                      | Estats Units, França                        | 1903  | 1977 | Escriptora d'origen català, destacada de la literatura eròtica i defensora de la bisexualitat.                                                          |                      |
| 1875–1939           | Helena Normanton               | Regne Unit                                  | 1882  | 1957 | La primera dona barrister del Regne Unit i la primera dona casada que va tenir un passaport amb el seu cognom de naixement.                             |                      |
| 1875–1939           | Alexis Nour                    | Romania                                     | 1877  | 1940 | Defensor de la unió de Bessaràbia i Romania, del sufragi femení i de l'emancipació dels jueus.                                                          |                      |
| 1875–1939           | Yoko Ono                       | Estats Units, Japó                          | 1933  | –    | Fou la primera dona admesa a la Universitat Gakushuin, on estudien els membres de la família imperial japonesa.                                         |                      |
| 1875–1939           | Alicia Ostriker                | Estats Units                                | 1937  | –    | Feminista de la tercera onada. |                      |
| 1875–1939           | Grace Paley                    | Estats Units                                | 1922  | 2007 | Pacifista, treballà també pel millorament de les condicions de vida de les dones i dels homes.                                                          |                      |
| 1875–1939           | Adela Pankhurst                | Regne Unit                                  | 1885  | 1961 | Suffragette i fundadora del Partit Comunista d'Austràlia.                                                                                               |                      |
| 1875–1939           | Christabel Pankhurst           | Regne Unit                                  | 1880  | 1958 | Suffragette evangelista. |                      |
| 1875–1939           | Sylvia Pankhurst               | Regne Unit                                  | 1882  | 1960 | Suffragette que milità al comunisme d'esquerra. |                      |
| 1875–1939           | Frances Parker                 | Regne Unit                                  | 1875  | 1924 | Suffragette. |                      |
| 1875–1939           | Alice Paul                     | Estats Units                                | 1885  | 1977 | Lluitadora pels drets de la dona. |                      |
| 1875–1939           | Eva Perón                      | Argentina                                   | 1919  | 1952 | Després d'aconseguir el vot femení, fundà el Partido Peronista Femenino.                                                                                | [ 12 ]               |
| 1875–1939           | Frédérique Petrides            | Estats Units, Bèlgica                       | 1903  | 1983 | Feminista, fou pionera de la direcció d'orquestres i divulgadora del paper de la dona al món de la música.                                              |                      |
| 1875–1939           | Marion Phillips                | Regne Unit                                  | 1881  | 1932 | Suffragette. |                      |
| 1875–1939           | Sylvia Plath                   | Estats Units                                | 1932  | 1963 | Poetessa confessional. |                      |
| 1875–1939           | Val Plumwood                   | Austràlia                                   | 1939  | 2008 | Ecofeminista. | [ 98 ]               |
| 1875–1939           | Letty Cottin Pogrebin          | Estats Units                                | 1939  | –    | Periodista feminista. |                      |
| 1875–1939           | Eileen Powell                  | Austràlia                                   | 1913  | 1997 | Sindicalista, lluità per la igualtat de sou per a homes i dones.                                                                                        |                      |
| 1875–1939           | Millicent Preston-Stanley      | Austràlia                                   | 1883  | 1955 | Primera diputada de Nova Gal·les del Sud, treballà pels drets de custòdia de les mares divorciades i per la salut de les dones.                         |                      |
| 1875–1939           | Lorine Livingston Pruette      | Estats Units                                | 1896  | 1977 | Psicòloga feminista. |                      |
| 1875–1939           | Funmilayo Ransome-Kuti         | Nigèria                                     | 1900  | 1978 | Primera activista pels drets de la dona al seu país. |                      |
| 1875–1939           | Claire Rayner                  | Regne Unit                                  | 1931  | 2010 | Consultora sentimental a la premsa i a la ràdio. |                      |
| 1875–1939           | Adrienne Rich                  | Estats Units                                | 1929  | 2012 | Poeta i activista lesbiana. |                      |
| 1875–1939           | Mary Richardson                | Regne Unit                                  | 1889  | 1961 | Suffragette. |                      |
| 1875–1939           | Léa Roback                     | Canadà                                      | 1903  | 2000 | Feminista i sindicalista comunista. |                      |
| 1875–1939           | Hilary Rose                    | Regne Unit                                  | 1935  | –    | Introduí la visió feminista a la Sociologia de la ciència.                                                                                              |                      |
| 1875–1939           | Agnes Maude Royden             | Regne Unit                                  | 1876  | 1956 | Suffragette. |                      |
| 1875–1939           | Florence Rush                  | Estats Units                                | 1918  | 2008 | Introduí la idea que els nens no sedueixen els adults, sinó que son sempre víctimes d'abús sexual.                                                      |                      |
| 1875–1939           | Joanna Russ                    | Estats Units                                | 1937  | 2011 | Feminista de la segona onada. |                      |
| 1875–1939           | Diana E. H. Russell            | Sud-àfrica                                  | 1938  | –    | Feminista de la segona onada, feminista radical i activista contra la pornografia.                                                                      |                      |
| 1875–1939           | Dora Russell                   | Regne Unit                                  | 1894  | 1986 | Activista per la reforma del matrimoni, pel control de la natalitat i l'emancipació de la dona.                                                         |                      |
| 1875–1939           | Manuel Sacristán               | Espanya                                     | 1925  | 1985 | Feminista socialista. |                      |
| 1875–1939           | Nawal el-Sadaawi               | Egipte                                      | 1931  | –    | Feminista islàmica centrada en l'abolició de la mutilació genital femenina.                                                                             | [ 19 ]               |
| 1875–1939           | Idola Saint-Jean               | Canadà                                      | 1880  | 1945 | Periodista suffragette. |                      |
| 1875–1939           | Celia Sánchez                  | Cuba                                        | 1920  | 1980 | Feminista pionera a Cuba. | [ 33 ]               |
| 1875–1939           | Flora Sandes                   | Regne Unit                                  | 1876  | 1956 | Feminista que exercí d'oficial de l'exèrcit serbi. |                      |
| 1875–1939           | Margaret Sanger                | Estats Units                                | 1879  | 1966 | Feminista socialista, fundadora de Lliga Americana pel control de Natalitat.                                                                            | [ 26 ]               |
| 1875–1939           | Victòria Sau i Sánchez         | Països Catalans                             | 1930  | 2013 | Escriptora, psicòloga i activista feminista catalana.                                                                                                   | [ 99 ]               |
| 1875–1939           | Milunka Savić                  | Sèrbia                                      | 1888  | 1973 | Militar sèrbia, és la dona més condecorada de la història.                                                                                              |                      |
| 1875–1939           | Lily Rose de Cabrera Schenrich | Espanya                                     |       |      | El 1918 fundà la Unión de Mujeres de España i el 1926 representà Espanya en el Congrés de l'Aliança Internacional per al Sufragi de les Dones, a París. | [ 100 ]              |
| 1875–1939           | Rosika Schwimmer               | Hongria                                     | 1877  | 1948 | Diplomàtica pacifista, feminista i sufragista. |                      |
| 1875–1939           | Barbara Seaman                 | Estats Units                                | 1935  | 2008 | Feminista fundadora del moviment per la salut de les dones.                                                                                             |                      |
| 1875–1939           | Beatrice Seear                 | Regne Unit                                  | 1913  | 1997 | Líder del Partit Liberal britànic, treballà per les dones que tenien cura de persones dependents.                                                       |                      |
| 1875–1939           | Huda Shaarawi                  | Egipte                                      | 1879  | 1947 | Líder feminista islàmica. |                      |
| 1875–1939           | Alix Kates Shulman             | Estats Units                                | 1932  | –    | Feminista radical. |                      |
| 1875–1939           | Ruth Simpson                   | Estats Units                                | 1926  | 2008 | Periodista, fundà el primer centre comunitari per a lesbianes i conduí durant anys un programa de televisió.                                            |                      |
| 1875–1939           | Monica Sjöö                    | Suècia                                      | 1938  | 2005 | Ecofeminista. |                      |
| 1875–1939           | Eleanor Smeal                  | Estats Units                                | 1939  | –    | Líder de la segona onada de teoria feminista. |                      |
| 1875–1939           | Valerie Solanas                | Estats Units                                | 1936  | 1988 | Feminista radical. |                      |
| 1875–1939           | Jo Spence                      | Regne Unit                                  | 1934  | 1992 | Fotògrafa que publicà els seus autoretrats com a teràpia contra el càncer de mama.                                                                      |                      |
| 1875–1939           | Gloria Steinem                 | Estats Units                                | 1934  | –    | Feminista de la segona onada, feminista socialista, feminista radical i contra la pornografia.                                                          |                      |
| 1875–1939           | Doris Stevens                  | Estats Units                                | 1892  | 1963 | Líder feminista. |                      |
| 1875–1939           | Sandy Stone                    | Estats Units                                | 1936  | –    | Teòrica i pedagoga de l'art, i artista de performances, transfeminista i feminista de la segona onada.                                                  |                      |
| 1875–1939           | Marie Stopes                   | Regne Unit                                  | 1880  | 1958 | Paleobotànica, feu campanyes a favor de l'eugenèsia i dels drets de la dona.                                                                            |                      |
| 1875–1939           | Mary Stott                     | Regne Unit                                  | 1907  | 2002 | Periodista feminista. |                      |
| 1875–1939           | Jessie Street                  | Austràlia                                   | 1889  | 1970 | Suffragette i feminista, fou activista pels drets humans i influí en els drets laborals i en el naixement de l'ONU.                                     |                      |
| 1875–1939           | Edith Summerskill              | Regne Unit                                  | 1901  | 1980 | Física, feminista i política laborista. |                      |
| 1875–1939           | Maya Surduts                   | França                                      | 1937  | 2016 | Activista pels drets humans i feminista. | [ 101 ]              |
| 1875–1939           | Maria Svolou                   | Grècia                                      | 1890s | 1976 | Feminista socialista. | [ 102 ]              |
| 1875–1939           | Elisabeth Tamm                 | Suècia                                      | 1880  | 1958 | Política activista pels drets de la dona. |                      |
| 1875–1939           | Mavis Tate                     | Regne Unit                                  | 1893  | 1947 | Política activista pels drets de la dona. |                      |
| 1875–1939           | Joan Kennedy Taylor            | Estats Units                                | 1926  | 2005 | Feminista individualista. |                      |
| 1875–1939           | Renee Taylor                   | Nova Zelanda                                | 1929  | –    | Feminista socialista. |                      |
| 1875–1939           | Tcheng Yu-hsiu                 | Xina                                        | 1891  | 1959 | Primera advocada i jutgessa de la història de la Xina.                                                                                                  |                      |
| 1875–1939           | Rini Templeton                 | Estats Units                                | 1935  | 1986 | Feminista socialista. |                      |
| 1875–1939           | Dorothy Thompson               | Estats Units                                | 1893  | 1961 | Sufragista i, més tard, influent periodista de premsa i ràdio.                                                                                          |                      |
| 1875–1939           | Winifred Todhunter             | Regne Unit                                  | 1877  | 1961 | Mestra i fundadora d'una escola per noies. |                      |
| 1875–1939           | Jill Tweedie                   | Regne Unit                                  | 1936  | 1993 | Influent periodista de premsa i ràdio. |                      |
| 1875–1939           | Mabel Vernon                   | Estats Units                                | 1883  | 1975 | Líder nacional de les sufragistes. |                      |
| 1875–1939           | Roosje Vos                     | Països Baixos                               | 1876  | 1961 | Sindicalista, sufragista i política. | [ 103 ]              |
| 1875–1939           | Harriet Shaw Weaver            | Regne Unit                                  | 1860  | 1932 | Suffragette. |                      |
| 1875–1939           | Nesta Helen Webster            | Regne Unit                                  | 1876  | 1960 | Feminista d'extrema dreta. |                      |
| 1875–1939           | Louise Weiss                   | França                                      | 1893  | 1983 | Periodista, escriptora i política feminista. | [ 104 ]              |
| 1875–1939           | Trude Weiss-Rosmarin           | Estats Units, Alemanya                      | 1908  | 1989 | Fundà una escola per a dones jueves a Nova York i una revista.                                                                                          |                      |
| 1875–1939           | Clara Wichmann                 | Països Baixos, Alemanya                     | 1885  | 1922 | Feminista radical. |                      |
| 1875–1939           | Audrey Wise                    | Regne Unit                                  | 1935  | 2000 | Diputada laborista, impulsà polítiques a favor de la maternitat, com els parts a casa i en immersió.                                                    |                      |
| 1875–1939           | Monique Wittig                 | França                                      | 1935  | 2003 | Novelista i teòrica feminista, marcà profundament el feminisme i les teories de gènere.                                                                 | [ 105 ]              |
| 1875–1939           | Nellie Wong                    | Estats Units                                | 1934  | –    | Feminista socialista. |                      |
| 1875–1939           | Virginia Woolf                 | Regne Unit                                  | 1882  | 1941 | Feminista de la tercera onada. | [ 26 ] [ 33 ]        |
| 1875–1939           | Molly Yard                     | Estats Units                                | 1912  | 2005 | Feminista de la segona onada. |                      |
| 1875–1939           | Adelina Zendejas               | Mèxic                                       | 1909  | 1993 | Feminista socialista. | [ 106 ]              |

### Feministes de mitjans i finals del segle XX
| Període (naixement) | Nom                              | País                                 | Neix     | Mor  | Comentaris | Fonts           |
| ------------------- | -------------------------------- | ------------------------------------ | -------- | ---- | --- | --------------- |
| 1940-2000           | Lesley Abdela                    | Regne Unit                           | 1945     | –    | Experta en drets de la dona que ha assessorat molts governs i organismes internacionals. | [ 19 ]          |
| 1940-2000           | Carol J. Adams                   | Estats Units                         | 1951     | –    | Ecofeminista. | [ 107 ]         |
| 1940-2000           | Chimamanda Ngozi Adichie         | Nigèria, Estats Units                | 1977     | –    | Escriptora feminista. |                 |
| 1940-2000           | Haleh Afshar                     | Regne Unit                           | 1944     | –    | Feminista musulmana, professora de política i estudis de la dona, i membre de la Cambra dels Lords. | [ 108 ]         |
| 1940-2000           | Leila Ahmed                      | Egipte                               | 1940     | –    | Feminista musulmana, escriptora. | [ 109 ]         |
| 1940-2000           | Sara Ahmed                       | Regne Unit                           | 1969     | –    | Treballa sobre la confluència entre teoria feminista, teoria Queer, teoria crítica de les races i postcolonialisme.                                                                                        |                 |
| 1940-2000           | Widad Akrawi                     | Dinamarca                            | 1969     | –    | Treballa per la igualtat de gènere i per l'empoderament i la participació de les dones en la construcció de la pau i la gobernança post-conflicte.                                                         | [ 110 ]         |
| 1940-2000           | Linda Martín Alcoff              | Estats Units                         | 1955     | –    | Traballa com a filòsofa en epistemologia, feminisme, teoria de la raça, existencialisme i filosofia llatinoamericana.                                                                                      | [ 111 ]         |
| 1940-2000           | Ayaan Hirsi Ali                  | Estats Units, Països Baixos, Somàlia | 1969     | –    | Activista feminista i atea, escriptora i política. | [ 112 ]         |
| 1940-2000           | Pam Allen                        | Estats Units                         | 1943     | –    | Feminista radical. | [ 113 ]         |
| 1940-2000           | Isabel Allende                   | Xile, Estats Units                   | 1942     | –    | Novelista, homenatja les vides de les dones. | [ 114 ]         |
| 1940-2000           | Jane Alpert                      | Estats Units                         | 1947     | –    | Feminista radical. | [ 115 ]         |
| 1940-2000           | Cèlia Amorós Puente              | Països Catalans                      | 1944     | –    | Filòsofa feminista valenciana. |                 |
| 1940-2000           | Tori Amos                        | Estats Units                         | 1963     | –    | Feminista de la tercera onada. |                 |
| 1940-2000           | Gloria E. Anzaldúa               | Estats Units                         | 1942     | 2004 | Feminista de la tercera onada. | [ 33 ]          |
| 1940-2000           | Maria Arbatova                   | Rússia                               | 1957     | –    | Novel·lista, assagista, periodista, presentadora de ràdio i televisió, i activista feminista. |                 |
| 1940-2000           | Parvin Ardalan                   | Iran                                 | 1967     | –    | Activista dels drets de la dona. |                 |
| 1940-2000           | Élisabeth Badinter               | França                               | 1944     | –    | Feminista liberal. | [ 116 ] [ 117 ] |
| 1940-2000           | Judi Bari                        | Estats Units                         | 1949     | 1997 | Ecofeminista. | [ 33 ]          |
| 1940-2000           | Kathleen Barry                   | Estats Units                         | 1941     | –    | Feminista contra la prostitució. |                 |
| 1940-2000           | Benedetta Barzini                | Itàlia                               | 1943     | –    | Feminista radical. |                 |
| 1940-2000           | Jennifer Baumgardner             | Estats Units                         | 1970     | –    | Feminista de la tercera onada. |                 |
| 1940-2000           | Alison Bechdel                   | Estats Units                         | 1960     | –    | Humorista gràfica, ha centrat les seves tires en un grup de lesbianes. |                 |
| 1940-2000           | Melissa Benn                     | Regne Unit                           | 1957     | –    | Feminista de la tercera onada. | [ 33 ]          |
| 1940-2000           | Lorraine Bethel                  | Estats Units                         | s. XX    | –    | Feminista de la segona onada. | [ 33 ]          |
| 1940-2000           | Lauran Bethell                   | Estats Units                         | s. XX    | –    | Feminista contra la prostitució. |                 |
| 1940-2000           | Julie Bindel                     | Regne Unit                           | 1962     | –    | Feminista contra la prostitució. |                 |
| 1940-2000           | Lóa Björk Björnsdóttir           | Islàndia                             | 1993     | –    | Feminista de la tercera onada. | [ cal citació ] |
| 1940-2000           | Kat Blaque                       | Estats Units                         | 1990     | –    | Bloguera feminista de la tercera onada i transfeminista. |                 |
| 1940-2000           | Sandra Bloodworth                | Austràlia                            | s. XX    | –    | Historiadora trotskista, activista en moviments de drets de les dones, dels aborígens australians, dels treballadors i antinuclear.                                                                        |                 |
| 1940-2000           | Rosie Boycott                    | Regne Unit                           | 1951     | –    | Periodista feminista. |                 |
| 1940-2000           | María Elísabet Bragadóttir       | Islàndia                             | 1993     | –    | Feminista de la tercera onada. |                 |
| 1940-2000           | Hörður Tryggvi Bragason          | Islàndia                             | 1997     | –    | Home feminista de la tercera onada, feminista radical, ciberfeminista i anti-pornografia. |                 |
| 1940-2000           | Dionne Brand                     | Canadà                               | 1953     | –    | Escriptora i intel·lectual lesbiana, un dels seus temes és l'explotació sexual de les dones negres. |                 |
| 1940-2000           | Giannina Braschi                 | Puerto Rico                          | 1953     | –    | Feminista de la tercera onada. |                 |
| 1940-2000           | Johanna Brenner                  | Estats Units                         | 1942     | –    | Feminista socialista. |                 |
| 1940-2000           | Susie Bright                     | Estats Units                         | 1958     | –    | Feminista de la tercera onada i feminista pro-sex. | [ 33 ]          |
| 1940-2000           | Flora Brovina                    | Kosovo                               | 1949     | –    | Metge, poeta i activista dels drets de la dona. |                 |
| 1940-2000           | Rita Mae Brown                   | Estats Units                         | 1944     | –    | Feminista de la segona onada i feminista radical. | [ 83 ]          |
| 1940-2000           | Carrie Brownstein                | Estats Units                         | 1974     | –    | Feminista de la tercera onada. |                 |
| 1940-2000           | Tammy Bruce                      | Estats Units                         | 1962     | –    | Feminista dissident. | [ 33 ]          |
| 1940-2000           | Charlotte Bunch                  | Estats Units                         | 1944     | –    | Feminista de la segona onada. |                 |
| 1940-2000           | Louise Burfitt-Dons              | Regne Unit                           | 1953     | –    | Feminista conservadora. |                 |
| 1940-2000           | Judith Butler                    | Estats Units                         | 1956     | –    | Feminista de la tercera onada. | [ 19 ] [ 33 ]   |
| 1940-2000           | Octavia Butler                   | Estats Units                         | 1947     | 2006 | Escriptora afroamericana de ciència-ficció i activista feminista. |                 |
| 1940-2000           | Lydia Cacho                      | Mèxic                                | 1963     | –    | Periodista feminista contra l'abús sexual a les dones i als nens. |                 |
| 1940-2000           | Beatrix Campbell                 | Regne Unit                           | 1947     | –    | Feminista de la segona onada. |                 |
| 1940-2000           | Angela Carter                    | Regne Unit                           | 1940     | 1992 | Feminista socialista. | [ 19 ]          |
| 1940-2000           | Ana Castillo                     | Estats Units                         | 1953     | –    | Escriptora xicana interessada en els problemes racials i de gènere. |                 |
| 1940-2000           | Phyllis Chesler                  | Estats Units                         | 1940     | –    | Feminista. | [ 83 ]          |
| 1940-2000           | Margaret Cho                     | Estats Units                         | 1968     | –    | Feminista de la tercera onada. | [ 33 ]          |
| 1940-2000           | Nancy Chodorow                   | Estats Units                         | 1944     | –    | Sociòloga i psicoanalista feminista. | [ 19 ]          |
| 1940-2000           | D. A. Clarke                     | Estats Units                         | s. XX    | –    | Feminista radical contra la pornografia. | [ 33 ]          |
| 1940-2000           | Mary Clark-Glass                 | Regne Unit                           | s. XX    | –    | Feminista activa en drets humans i administració de la salut. |                 |
| 1940-2000           | Hillary Clinton                  | Estats Units                         | 1947     | –    | Política feminista. |                 |
| 1940-2000           | Kurt Cobain                      | Estats Units                         | 1967     | 1994 | Músic feminista. |                 |
| 1940-2000           | Carol Cohn                       | Estats Units                         | s. XX    | –    | Introduí els estudis de gènere en els conflictes armats. |                 |
| 1940-2000           | Susan G. Cole                    | Canadà                               | 1952     | –    | Feminista contra la pornografia. |                 |
| 1940-2000           | Patricia Hill Collins            | Estats Units                         | 1948     | –    | Feminista de la tercera onada, ha relacionat el sexisme, el classisme, la identitat de gènere i el racisme.                                                                                                |                 |
| 1940-2000           | Sandra Coney                     | Nova Zelanda                         | 1944     | –    | Feminista de la segona onada. |                 |
| 1940-2000           | Noreen Connell                   | Estats Units                         | 1947     | –    | Feminista radical. |                 |
| 1940-2000           | Rosalind Coward                  | Regne Unit                           | 1952     | –    | Periodista feminista i ecologista. |                 |
| 1940-2000           | Laverne Cox                      | Estats Units                         | 1972     | –    | Actriu transfeminista. |                 |
| 1940-2000           | Bernadette Cozart                | Estats Units                         | 1949     | 2009 | Ecofeminista. | [ 33 ]          |
| 1940-2000           | Nikki Craft                      | Estats Units                         | 1949     | –    | Feminista radical, activista contra la pornografia i sufragista. | [ 33 ]          |
| 1940-2000           | Jean Curthoys                    | Austràlia                            | 1947     | –    | Filòsofa feminista dissident. | [ 33 ]          |
| 1940-2000           | Kimberly Dark                    | Estats Units                         | 1968     | –    | Feminista de la tercera onada. |                 |
| 1940-2000           | Françoise David                  | Canadà                               | 1948     | –    | Política feminista. |                 |
| 1940-2000           | Angela Davis                     | Estats Units                         | 1944     | –    | Feminista de la segona onada. | [ 33 ]          |
| 1940-2000           | Geena Davis                      | Estats Units                         | 1956     | -    | Actriu promotora de la igualtat d'oportunitats als media, a l'esport i a l'ensenyament. | [ 118 ]         |
| 1940-2000           | Martha Davis                     | Estats Units                         | 1957     | –    | Feminista de la tercera onada. |                 |
| 1940-2000           | Heather Dean                     | Estats Units, Canadà                 | s. XX    | –    | Feminista de la segona onada. | [ 33 ]          |
| 1940-2000           | Christine Delphy                 | França                               | 1941     | –    | Feminista socialista. | [ 119 ]         |
| 1940-2000           | Julie Delpy                      | França                               | 1969     | –    | Cantautora i directora de cinema feminista. |                 |
| 1940-2000           | Mark Dery                        | Estats Units                         | 1959     | –    | Feminista de la tercera onada ciberfeminista. |                 |
| 1940-2000           | Ani DiFranco                     | Estats Units                         | 1970     | –    | Cantautora. Feminista de la tercera onada. | [ 33 ]          |
| 1940-2000           | Gail Dines                       | Regne Unit                           | c. 1958  | –    | Feminista contra la pornografia. |                 |
| 1940-2000           | Fatou Diome                      | Senegal                              | 1968     | –    | Escriptora que tracta els problemes de la immigració. |                 |
| 1940-2000           | Unity Dow                        | Botswana                             | 1959     | –    | Jutgessa que sentencià que els fills de dones botswaneses i homes estrangers tenien dret a ser botswanesos.                                                                                                |                 |
| 1940-2000           | Danica Draskovic                 | Sèrbia                               | 1945     | –    | Política i escriptora feminista. | [ cal citació ] |
| 1940-2000           | Donna Dresch                     | Estats Units                         | s. XX    | –    | Feminista de la tercera onada, membre del moviment Riot grrrl. |                 |
| 1940-2000           | Carol Ann Duffy                  | Regne Unit                           | 1955     | –    | Poetessa que tracta de l'opressió i la violència de gènere. |                 |
| 1940-2000           | Stephen Durham                   | Estats Units                         | 1947     | –    | Feminista socialista. |                 |
| 1940-2000           | Andrea Dworkin                   | Estats Units                         | 1946     | 2005 | Feminista radical contra la prostitució i la pornografia. | [ 33 ] [ 120 ]  |
| 1940-2000           | Shirin Ebadi                     | Iran                                 | 1947     | –    | Feminista musulmana, guanyà el Premi Nobel de la Pau pel seu activisme pels drets de les dones i dels nens.                                                                                                |                 |
| 1940-2000           | Barbara Ehrenreich               | Estats Units                         | 1941     | –    | Feminista socialista. |                 |
| 1940-2000           | Gunilla Ekberg                   | Suècia                               | s. XX    | –    | Feminista contra la prostitució. |                 |
| 1940-2000           | Beth Elliott                     | Estats Units                         | 1950     | –    | Cantant folk transfeminista i feminista de la segona onada. |                 |
| 1940-2000           | Misako Enoki                     | Japó                                 | 1945     | –    | Feminista de la segona onada. | [ 121 ]         |
| 1940-2000           | Susan Faludi                     | Estats Units                         | 1959     | –    | Feminista de la segona onada. | [ 33 ]          |
| 1940-2000           | Fadia Faqir                      | Regne Unit, Jordània                 | 1956     | –    | Escriptora en anglès dedicada a la vida de les dones àrabs, l'emigració i l'intercanvi cultural. |                 |
| 1940-2000           | Melissa Farley                   | Estats Units                         | 1942     | –    | Feminista de la segona onada, radical i activista contra la pornografia. | [ 33 ]          |
| 1940-2000           | Johanna Fateman                  | Estats Units                         | 1974     | –    | Feminista de la tercera onada. |                 |
| 1940-2000           | Kathy Ferguson                   | Estats Units                         | 1950     | –    | Feminista individualista. | [ 33 ]          |
| 1940-2000           | Shulamith Firestone              | Canadà                               | 1945     | 2012 | Feminista de la segona onada, radical i membre del moviment redstockings. | [ 33 ]          |
| 1940-2000           | Mary Flanagan                    | Estats Units                         | s. XX    | –    | Feminista de la tercera onada, ciberfeminista. |                 |
| 1940-2000           | Jo Freeman, Joreen               | Estats Units                         | 1945     | –    | Feminista de la segona onada. | [ 33 ]          |
| 1940-2000           | Juliette Fretté                  | Estats Units                         | 1983     | –    | Feminista pro-sex. |                 |
| 1940-2000           | Marilyn Frye                     | Estats Units                         | 1941     | –    | Filòsofa feminista radical. |                 |
| 1940-2000           | Lindsey German                   | Regne Unit                           | 1951     | –    | Líder esquerrana, defensa els drets dels homosexuals. |                 |
| 1940-2000           | Tavi Gevinson                    | Estats Units                         | 1996     | –    | Feminista de la tercera onada. |                 |
| 1940-2000           | Engy Ghozlan                     | Egipte                               | 1985     | –    | Activista contra l'assetjament sexual. |                 |
| 1940-2000           | Lois Marie Gibbs                 | Estats Units                         | 1951     | –    | Ecofeminista. |                 |
| 1940-2000           | Stan Goff                        | Estats Units                         | 1951     | –    | Feminista socialista. |                 |
| 1940-2000           | Lucy Goodison                    | Regne Unit                           | c. 1940s | –    | Arqueòloga feminista. |                 |
| 1940-2000           | Heide Göttner-Abendroth          | Alemanya                             | 1941     | –    | Feminista de la segona onada. | [ 122 ]         |
| 1940-2000           | Germaine Greer                   | Regne Unit                           | 1939     | –    | Feminista de la segona onada. |                 |
| 1940-2000           | Susan Griffin                    | Estats Units                         | 1943     | –    | Ecofeminista i activista contra la pornografia. |                 |
| 1940-2000           | Miss Major Griffin-Gracy         | Estats Units                         | 1940     | –    | Transfeminista. |                 |
| 1940-2000           | Emily Haines                     | Canadà                               | 1974     | –    | Feminista de la tercera onada. |                 |
| 1940-2000           | Carol Hanisch                    | Estats Units                         | s. XX    | –    | Feminista de la segona onada, radical, membre dels Redstockings. | [ 33 ]          |
| 1940-2000           | Kathleen Hanna                   | Estats Units                         | 1968     | –    | Feminista de la tercera onada, membre de les riot grrrl. |                 |
| 1940-2000           | Donna Haraway                    | Estats Units                         | 1944     | –    | Feminista de la tercera onada, ciberfeminista. | [ 33 ]          |
| 1940-2000           | Nancy Hartsock                   | Estats Units                         | 1943     | –    | Feminista de la segona onada. |                 |
| 1940-2000           | Rosemary Hennessy                | Estats Units                         | 1950     | –    | Feminista materialista. |                 |
| 1940-2000           | Shere Hite                       | Alemanya                             | 1942     | –    | Sexòloga feminista, centrada en la sexualitat femenina. |                 |
| 1940-2000           | Sarah Hoagland                   | Estats Units                         | 1945     | –    | Feminista contra la pornografia. | [ 123 ]         |
| 1940-2000           | Risa Hontiveros-Baraquel         | Filipines                            | 1966     | –    | Activista pels drets de la dona. |                 |
| 1940-2000           | 'bell hooks' Gloria Jean Watkins | Estats Units                         | 1952     | –    | Feminista de la tercera onada, feminista socialista i feminista negra. | [ 33 ]          |
| 1940-2000           | Gillian Howie                    | Regne Unit                           | 1955     | 2013 | Filòsofa feminista. |                 |
| 1940-2000           | Donna M. Hughes                  | Estats Units                         | 1954     | –    | Feminista de la tercera onada, ciberfeminista i contra la pornografia. |                 |
| 1940-2000           | Holly Hunter                     | Estats Units                         | 1958     | –    | Feminista de la tercera onada. |                 |
| 1940-2000           | Anna Hutsol                      | Ucraïna                              | 1984     | –    | Membre del grup FEMEN. |                 |
| 1940-2000           | Luzviminda Ilagan                | Filipines                            | s. XX    | –    | Feminista socialista. |                 |
| 1940-2000           | Stevi Jackson                    | Regne Unit                           | 1951     | –    | Feminista materialista. |                 |
| 1940-2000           | Karla Jay                        | Estats Units                         | 1947     | –    | Professora d'estudis de gènere, especialment sobre diversitat sexual. |                 |
| 1940-2000           | Kirthi Jayakumar                 | Índia                                | 1987     | -    | Activista pels drets de la dona i per la pau. | [ 124 ]         |
| 1940-2000           | Sheila Jeffreys                  | Austràlia                            | 1948     | –    | Feminista de la segona onada, feminista contra la pornografia. |                 |
| 1940-2000           | Robert Jensen                    | Estats Units                         | 1958     | –    | Feminista contra la pornografia. |                 |
| 1940-2000           | Joan Jett                        | Estats Units                         | 1958     | –    | Feminista de la tercera onada. |                 |
| 1940-2000           | Claire Johnston                  | Regne Unit                           | 1940     | 1987 | Teòrica del feminisme al cinema. |                 |
| 1940-2000           | Miranda July                     | Estats Units                         | 1974     | –    | Feminista de la tercera onada. |                 |
| 1940-2000           | Mohja Kahf                       | Síria                                | 1967     | –    | Feminista musulmana. |                 |
| 1940-2000           | Sheema Kalbasi                   | Iran                                 | 1972     | –    | Activista pels drets humans i la igualtat de gènere. |                 |
| 1940-2000           | Wendy Kaminer                    | Estats Units                         | 1949     | –    | Feminista contra la pornografia. |                 |
| 1940-2000           | Marcelle Karp                    | Estats Units                         | 1962     | –    | Feminista de la tercera onada, pro-sex. |                 |
| 1940-2000           | Roz Kaveney                      | Regne Unit                           | 1949     | –    | Escriptora transfeminista. |                 |
| 1940-2000           | Jamie Keiles                     | Estats Units                         | 1992     | –    | Feminista de la tercera onada. |                 |
| 1940-2000           | Lierre Keith                     | Estats Units                         | 1964     | –    | Feminista radical, contra la pornografia. |                 |
| 1940-2000           | Petra Kelly                      | Alemanya                             | 1947     | 1992 | Ecofeminista. | [ 19 ]          |
| 1940-2000           | Carol Keyes                      | Estats Units                         | s. XX    | –    | Feminista radical. | [ 33 ]          |
| 1940-2000           | Noushin Ahmadi Khorasani         | Iran                                 | s. XX    | –    | Feminista musulmana. |                 |
| 1940-2000           | Jean Kilbourne                   | Estats Units                         | 1943     | –    | Feminista de la tercera onada. |                 |
| 1940-2000           | Grace Ji-Sun Kim                 | Estats Units, South Korea            | 1969     | –    | Feminista de la tercera onada. |                 |
| 1940-2000           | Sirje Kingsepp                   | Estònia                              | 1969     | –    | Feminista socialista. |                 |
| 1940-2000           | Barbara Kingsolver               | Estats Units                         | 1955     | –    | Feminista de la tercera onada. |                 |
| 1940-2000           | Bonnie Sherr Klein               | Estats Units                         | 1941     | –    | Feminista contra la pornografia. |                 |
| 1940-2000           | Naomi Klein                      | Canadà                               | 1970     | –    | Feminista socialista. |                 |
| 1940-2000           | Anne Koedt                       | Estats Units                         | 1941     | –    | Feminista de la segona onada, feminista radical del grup Redstockings. |                 |
| 1940-2000           | Andrew Kooman                    | Canadà                               | s. XX    | –    | Activista contra la prostitució i la pornografia. |                 |
| 1940-2000           | Peggy Kornegger                  | Estats Units                         | s. XX    | –    | Escriptora feminista. |                 |
| 1940-2000           | Elaheh Koulaei                   | Iran                                 | 1956     | –    | Feminista musulmana. |                 |
| 1940-2000           | Sunitha Krishnan                 | Índia                                | 1972     | –    | Activista social, creà un refugi per a dones prostituïdes i per a transsexuals, on s'ofereix educació i feina.                                                                                             |                 |
| 1940-2000           | Julia Kristeva                   | França, Bulgària                     | 1941     | –    | Filòsofa i psicoanalista feminista. | [ 33 ]          |
| 1940-2000           | Winona LaDuke                    | Estats Units                         | 1959     | –    | Ecofeminista. | [ 12 ]          |
| 1940-2000           | Donna Laframboise                | Canadà                               | s. XX    | –    | Feminista dissident. | [ 33 ]          |
| 1940-2000           | Laura Lederer                    | Estats Units                         | 1951     | –    | Feminista contra la pornografia. |                 |
| 1940-2000           | Paris Lees                       | Regne Unit                           | s. XX    | –    | Periodista transfeminista, activista pels drets de les persones transgènere. |                 |
| 1940-2000           | Dorchen Leidholdt                | Estats Units                         | s. XX    | –    | Feminista contra la pornografia. |                 |
| 1940-2000           | John Lennon                      | Regne Unit                           | 1940     | 1980 | Cantant i músic feminista. |                 |
| 1940-2000           | Barbara Leon                     | Estats Units                         | s. XX    | –    | Feminista de la segona onada, feminista radical, Redstockings. | [ 125 ]         |
| 1940-2000           | Ellie Levenson                   | Regne Unit                           | 1978     | –    | Periodista feminista. |                 |
| 1940-2000           | Ariel Levy                       | Estats Units                         | 1974     | –    | Feminista de la tercera onada, contra la pornografia. |                 |
| 1940-2000           | Olga Lipovskaya                  | Rússia                               | 1954     | –    | Poetessa feminista. | [ 19 ]          |
| 1940-2000           | Jacqueline Livingston            | Estats Units                         | 1943     | –    | Feminista de la segona onada. |                 |
| 1940-2000           | Sara Hlupekile Longwe            | Zàmbia                               | s. XX    | –    | Feminista radical. |                 |
| 1940-2000           | Linda Lovelace                   | Estats Units                         | 1949     | 2002 | Feminista contra la pornografia. |                 |
| 1940-2000           | Wangari Maathai                  | Kenya                                | 1940     | 2011 | Ecofeminista. |                 |
| 1940-2000           | Catharine MacKinnon              | Estats Units                         | 1946     | –    | Feminista contra la pornografia. |                 |
| 1940-2000           | Madonna                          | Estats Units                         | 1958     | –    | Feminista pro-sex. |                 |
| 1940-2000           | Nida Mahmoed                     | Pakistan                             | 1990     | -    | Poetessa feminista en anglès. |                 |
| 1940-2000           | Patricia Mainardi                | Estats Units                         | 1942     | –    | Feminista de la segona onada, feminista radical, Redstockings. | [ 19 ]          |
| 1940-2000           | Sara Maitland                    | Regne Unit                           | 1950     | –    | Escriptora feminista. |                 |
| 1940-2000           | Catherine Malabou                | França                               | 1959     | –    | Filòsofa que ha tractat el tema del feminisme. |                 |
| 1940-2000           | Irshad Manji                     | Canadà                               | 1968     | –    | Feminista islàmica. |                 |
| 1940-2000           | Soe Tjen Marching                | Indonèsia                            | 1971     | –    | Autora d'assaigs sobre dones, política i religions. |                 |
| 1940-2000           | Amanda Marcotte                  | Estats Units                         | 1977     | –    | Bloguera sobre feminisme i política. |                 |
| 1940-2000           | Mirjana Marković                 | Sèrbia                               | 1942     | –    | Política feminista. |                 |
| 1940-2000           | Angela Mason                     | Regne Unit                           | 1944     | –    | Feminista de la segona onada. |                 |
| 1940-2000           | Liza Maza                        | Filipines                            | 1957     | –    | Feminista socialista. |                 |
| 1940-2000           | Susan McClary                    | Estats Units                         | 1946     | –    | Representant destacada de la musicologia feminista. |                 |
| 1940-2000           | Wendy McElroy                    | Canadà                               | 1951     | –    | Feminista individualista i anarcocapitalista. |                 |
| 1940-2000           | Patricia McFadden                | Swazilàndia                          | 1952     | –    | Feminista radical. |                 |
| 1940-2000           | Jamie McIntosh                   | Canadà                               | s. XX    | –    | Activista pels drets de les dones. |                 |
| 1940-2000           | Angela McRobbie                  | Regne Unit                           | 1951     | –    | Estudia la combinació de cultura popular, mitjans i feminisme. |                 |
| 1940-2000           | Page Mellish                     | Estats Units                         | s. XX    | –    | Feminista contra la pornografia. |                 |
| 1940-2000           | Rigoberta Menchú                 | Guatemala                            | 1959     | –    | Lluitadora pels drets dels indígenes i de les dones. | [ 19 ]          |
| 1940-2000           | Fatima Mernissi                  | Marroc                               | 1940     | –    | Feminista islàmica. |                 |
| 1940-2000           | Alyssa Milano                    | Estats Units                         | 1972     | –    | Actriu, productora i activista. Ha iniciat el moviment Me Too. |                 |
| 1940-2000           | Juliet Mitchell                  | Regne Unit                           | 1940     | –    | Feminista socialista. |                 |
| 1940-2000           | Hayao Miyazaki                   | Japó                                 | 1941     | –    | Feminista socialista. |                 |
| 1940-2000           | Tracey Moberly                   | Regne Unit                           | 1964     | –    | Artista feminista. |                 |
| 1940-2000           | Chandra Talpade Mohanty          | Índia                                | 1955     | -    | Teòrica del feminisme post-colonial i transnacional. |                 |
| 1940-2000           | Maxine Molyneux                  | Regne Unit                           | 1948     | –    | Sociòloga que ha estudiat el moviment feminista. |                 |
| 1940-2000           | Justa Montero Corominas          | Països Catalans                      | 1955     | –    | Activista feminista. |                 |
| 1940-2000           | Carol Moore                      | Estats Units                         | s. XX    | –    | Feminista individualista i llibertària radical. | [ 33 ] [ 120 ]  |
| 1940-2000           | Honor Moore                      | Estats Units                         | s. XX    | –    | Escriptora i poeta feminista. |                 |
| 1940-2000           | Cherríe Moraga                   | Estats Units                         | 1952     | –    | Escriptora feminista i indigenista chicana. |                 |
| 1940-2000           | Caitlin Moran                    | Regne Unit                           | 1975     | –    | Periodista feminista. |                 |
| 1940-2000           | Robin Morgan                     | Estats Units                         | 1941     | –    | Feminista de la segona onada, feminista radical i contra la pornografia. | [ 120 ]         |
| 1940-2000           | Laura Mulvey                     | Regne Unit                           | 1941     | –    | Teòrica del cinema feminista. |                 |
| 1940-2000           | Sally Rowena Munt                | Regne Unit                           | s. XX    | –    | Teòrica feminista. |                 |
| 1940-2000           | Jenni Murray                     | Regne Unit                           | 1950     | –    | Periodista feminista. |                 |
| 1940-2000           | Inga Muscio                      | Estats Units                         | c. 1966  | –    | Feminista de la tercera onada. |                 |
| 1940-2000           | Kathy Najimy                     | Estats Units                         | 1957     | –    | Feminista de la tercera onada. |                 |
| 1940-2000           | Suniti Namjoshi                  | Índia                                | 1941     | –    | Feminista de la tercera onada, ciberfeminista. |                 |
| 1940-2000           | Taslima Nasrin                   | Bangladesh                           | 1962     | –    | Feminista islàmica. |                 |
| 1940-2000           | Benjamin Nolot                   | Estats Units                         | s. XX    | –    | Feminista contra la prostitució. |                 |
| 1940-2000           | Asra Nomani                      | Índia                                | 1965     | –    | Feminista islàmica. |                 |
| 1940-2000           | Isa Noyola                       | Estats Units                         | 1978     | –    | Transfeminista i líder del moviment pels drets dels immigrants LGBT. |                 |
| 1940-2000           | Martha Nussbaum                  | Estats Units                         | 1947     | –    | Filòsofa interessada en Grècia i Roma, la filosofia política, el feminisme i l'ètica, inclosos els drets dels animals.                                                                                     |                 |
| 1940-2000           | Ann Oakley                       | Regne Unit                           | 1944     | –    | Feminista de la segona onada. |                 |
| 1940-2000           | Sandra Oh                        | Canadà, Estats Units                 | 1971     | –    | Feminista de la tercera onada. |                 |
| 1940-2000           | Lars Ohly                        | Suècia                               | 1957     | –    | Feminista socialista. |                 |
| 1940-2000           | Terry O'Neill                    | Estats Units                         | c. 1953  | –    | Feminista, advocada dels drets civils. |                 |
| 1940-2000           | Ellen Page                       | Canadà                               | 1987     | –    | Feminista de la tercera onada. |                 |
| 1940-2000           | Camille Paglia                   | Estats Units                         | 1947     | –    | Feminista dissident. | [ 33 ]          |
| 1940-2000           | Amanda Palmer                    | Estats Units                         | 1976     | –    | Feminista de la tercera onada. |                 |
| 1940-2000           | Carole Pateman                   | Regne Unit                           | 1940     | –    | Politòloga feminista. |                 |
| 1940-2000           | Nancy Paterson (artist)          | Estats Units                         | 1953     | 2010 | Feminista de la tercera onada, ciberfeminista. |                 |
| 1940-2000           | Peaches                          | Canadà                               | 1966     | –    | Feminista de la tercera onada. |                 |
| 1940-2000           | Peng Wan-ru                      | Taiwan                               | 1949     | 1996 | Política feminista. |                 |
| 1940-2000           | Vesna Pešić                      | Sèrbia                               | 1940     | –    | Diplomàtica i política feminista. |                 |
| 1940-2000           | Irene Peslikis                   | Estats Units                         | 1943     | 2002 | Feminista de la segona onada, feminista radical. |                 |
| 1940-2000           | Liz Phair                        | Estats Units                         | 1967     | –    | Feminista de la tercera onada. |                 |
| 1940-2000           | Mary Pipher                      | Estats Units                         | 1947     | –    | Feminista de la segona onada. |                 |
| 1940-2000           | Katha Pollitt                    | Estats Units                         | 1949     | –    | Poetessa; assagista d'esquerres sobre dret a l'avortament, racisme, reforma sanitària, feminisme i pobresa.                                                                                                |                 |
| 1940-2000           | Griselda Pollock                 | Canadà                               | 1949     | –    | Feminista de la segona onada. |                 |
| 1940-2000           | Soraya Post                      | Suècia                               | 1956     | –    | Política feminista. |                 |
| 1940-2000           | Anastasia Powell                 | Austràlia                            | 1982     | –    | Feminista de la tercera onada. |                 |
| 1940-2000           | Manasi Pradhan                   | Índia                                | 1962     | –    | Activista pels drets de la dona. |                 |
| 1940-2000           | Sharon Presley                   | Estats Units                         | 1943     | –    | Feminista individualista. | [ 33 ]          |
| 1940-2000           | Jerilynn Prior                   | Canadà                               | s. XX    | –    | Metgessa militant per la salut de les dones. |                 |
| 1940-2000           | Maria Raha                       | Estats Units                         | 1972     | –    | Feminista de la tercera onada. |                 |
| 1940-2000           | Janice Raymond                   | Estats Units                         | 1943     | –    | Feminista de la segona onada, militant contra la prostitució. |                 |
| 1940-2000           | Bernice Johnson Reagon           | Estats Units                         | 1942     | –    | Feminista de la segona onada. |                 |
| 1940-2000           | Helen Reddy                      | Estats Units, Austràlia              | 1941     | –    | Feminista de la segona onada. |                 |
| 1940-2000           | Tucker Reed                      | Estats Units                         | 1989     | –    | Fundadora d'un moviment estudiantil per prevenir la violació; els seus llibres contenen notables descripcions de personatges amb desordres socials.                                                        |                 |
| 1940-2000           | Elizabeth Anne Reid              | Austràlia                            | 1942     | –    | El 1973 fou la primera assessora governamental sobre dones en tot el món. També ha assessorat l'ONU, i és activista contra el VIH.                                                                         |                 |
| 1940-2000           | Abby Rockefeller                 | Estats Units                         | 1943     | –    | Feminista radical. |                 |
| 1940-2000           | Ninotchka Rosca                  | Filipines                            | 1946     | –    | Feminista socialista. |                 |
| 1940-2000           | Jacqueline Rose                  | Regne Unit                           | 1949     | –    | Ha estudiat les relacions entre la psicoanàlisi, el feminisme i la literatura. |                 |
| 1940-2000           | Sheila Rowbotham                 | Regne Unit                           | 1943     | –    | Feminista de la segona onada. |                 |
| 1940-2000           | Gayle Rubin                      | Estats Units                         | 1949     | –    | Antropòloga cultural, feminista pro-sex i de la teoria Queer. |                 |
| 1940-2000           | Kathy Rudy                       | Estats Units                         | s. XX    | –    | Ecofeminista. |                 |
| 1940-2000           | Alzina Rufino                    | Brasil                               | s. XX    | –    | Feminista vinculada al moviment negre. |                 |
| 1940-2000           | Shadi Sadr                       | Iran                                 | 1975     | –    | Activista pels drets de les dones. |                 |
| 1940-2000           | Gita Sahgal                      | Regne Unit, Índia                    | 1956/7   | –    | Periodista que escriu sobre feminisme, fonamentalisme i racisme; activista pels drets de la dona i pels drets humans.                                                                                      |                 |
| 1940-2000           | Sarojini Sahoo                   | Índia                                | 1956     | –    | Escriptora feminista. |                 |
| 1940-2000           | JD Samson                        | Estats Units                         | 1978     | –    | Feminista de la tercera onada. |                 |
| 1940-2000           | Michael Sandel                   | Estats Units                         | 1953     | –    | Filòsof adscrit al comunitarisme. |                 |
| 1940-2000           | Justin Sane                      | Estats Units, Irlanda                | 1973     | –    | Músic i cantant punk rock que es defineix com a feminista socialista. |                 |
| 1940-2000           | Thomas Sankara                   | Burkina Faso                         | 1949     | 1987 | Compromès amb els drets de les dones, il·legalitzà la mutilació genital femenina, el matrimoni forçat i la poligàmia, i encoratjà les dones a educar-se, treballar fora de casa i incorporar-se al govern. |                 |
| 1940-2000           | Kathie Sarachild                 | Estats Units                         | 1943     | –    | Feminista de la segona onada i feminista radical. |                 |
| 1940-2000           | Anita Sarkeesian                 | Estats Units, Canadà                 | c. 1984  | –    | Bloguera feminista que ha incidit sobre tot en la misogínia dels videojocs. |                 |
| 1940-2000           | Marjane Satrapi                  | França, Iran                         | 1969     | –    | Feminista islàmica. | [ 126 ]         |
| 1940-2000           | Marie-Laure Sauty de Chalon      | França                               | 1962     | –    | Feminista de la tercera onada. | [ cal citació ] |
| 1940-2000           | John Scalzi                      | Estats Units                         | 1969     | -    | Escriptor de ciència-ficció i bloguer. | [ 127 ]         |
| 1940-2000           | Alice Schwarzer                  | Alemanya                             | 1942     | –    | Periodista feminista de la segona onada i feminista contra la pornografia. |                 |
| 1940-2000           | Gudrun Schyman                   | Suècia                               | 1948     | –    | Feminista de la tercera onada. |                 |
| 1940-2000           | Lynne Segal                      | Austràlia                            | 1944     | –    | Feminista de la segona onada i feminista socialista. |                 |
| 1940-2000           | Julia Serano                     | Estats Units                         | 1967     | –    | Transfeminista. |                 |
| 1940-2000           | Shamima Shaikh                   | Sud-àfrica                           | 1960     | 1998 | Militant islamista que proposava la igualtat de gènere. |                 |
| 1940-2000           | Shahla Sherkat                   | Iran                                 | 1956     | –    | Periodista feminista islàmica. |                 |
| 1940-2000           | Vandana Shiva                    | Índia                                | 1952     | –    | Ecofeminista. |                 |
| 1940-2000           | Elaine Showalter                 | Estats Units                         | 1941     | –    | Iniciadora de la crítica literària feminista. |                 |
| 1940-2000           | Agnes de Silva                   | Sri Lanka                            | s. XX    | –    | Líder sufragista. | [ 19 ]          |
| 1940-2000           | Ann Simonton                     | Estats Units                         | 1952     | –    | Periodista feminista de la segona onada, radical i militant contra la pornografia. |                 |
| 1940-2000           | Carol Smart                      | Regne Unit                           | 1948     | –    | Sociòloga que ha estudiat el divorci, els nens fills de divorciats, i la relació entre dona i criminologia.                                                                                                |                 |
| 1940-2000           | Barbara Smith                    | Estats Units                         | 1946     | –    | Feminista lèsbica amb una posició important en el feminisme negre. |                 |
| 1940-2000           | Beverly Smith                    | Estats Units                         | 1946     | –    | Feminista lèsbica i feminista negra. |                 |
| 1940-2000           | Joan Smith                       | Regne Unit                           | 1953     | –    | Feminista de la tercera onada. |                 |
| 1940-2000           | Valerie Smith                    | Canadà                               | 1956     | –    | Feminista contra la pornografia. |                 |
| 1940-2000           | Kate Smurthwaite                 | Regne Unit                           | 1975     | –    | Monologuista que defensa el dret a l'avortament. |                 |
| 1940-2000           | Cornelia Sollfrank               | Alemanya                             | 1960     | –    | Feminista de la tercera onada i ciberfeminista. |                 |
| 1940-2000           | Patricia Soltysik                | Estats Units                         | 1950     | 1974 | Feminista radical. |                 |
| 1940-2000           | Christina Hoff Sommers           | Estats Units                         | 1950     | –    | Feminista dissident. | [ 33 ]          |
| 1940-2000           | Kate Soper                       | Regne Unit                           | 1943     | –    | Filòsofa que ha estudiat el feminisme i l'ecologisme. |                 |
| 1940-2000           | Donita Sparks                    | Estats Units                         | 1963     | –    | Feminista de la tercera onada i feminista radical. |                 |
| 1940-2000           | Dale Spender                     | Austràlia                            | 1943     | –    | Feminista de la segona onada. |                 |
| 1940-2000           | Charlene Spretnak                | Estats Units                         | 1946     | –    | Ecofeminista. |                 |
| 1940-2000           | Annie Sprinkle                   | Estats Units                         | 1954     | –    | Feminista de la tercera onada i feminista pro-sex. |                 |
| 1940-2000           | Starhawk                         | Estats Units                         | 1951     | –    | Ecofeminista. |                 |
| 1940-2000           | Patrick Stewart                  | Regne Unit                           | 1940     | –    | Feminista socialista. |                 |
| 1940-2000           | Debbie Stoller                   | Estats Units                         | s. XX    | –    | Feminista de la tercera onada i feminista pro-sex. |                 |
| 1940-2000           | John Stoltenberg                 | Estats Units                         | 1945     | –    | Feminista de la segona onada i feminista radical i contra la pornografia. |                 |
| 1940-2000           | Nadine Strossen                  | Estats Units                         | 1950     | –    | Feminista de la tercera onada. |                 |
| 1940-2000           | Lucy Suchman                     | Regne Unit                           | s. XX    | –    | Feminista de la tercera onada i ciberfeminista. |                 |
| 1940-2000           | Anne Summers                     | Austràlia                            | 1945     | –    | Activista pels drets de la dona, consellera del Primer Ministre i editora de la revista Ms. (Nova York).                                                                                                   |                 |
| 1940-2000           | Karlina Leksono Supelli          | Indonèsia                            | 1958     | –    | Astrònoma, defensa els drets de les dones violades. |                 |
| 1940-2000           | Helen Sworn                      | Regne Unit                           | s. XX    | –    | Feminista contra la prostitució. |                 |
| 1940-2000           | Kazimiera Szczuka                | Polònia                              | 1966     | –    | Comunicadora de televisió feminista i defensora dels drets del col·lectiu LGTB. |                 |
| 1940-2000           | Lili Taylor                      | Estats Units                         | 1967     | –    | Feminista de la tercera onada. | [ 33 ]          |
| 1940-2000           | J. Ann Tickner                   | Estats Units                         | 1937     | –    | Teòrica de les relacions internacionals feminista. |                 |
| 1940-2000           | Roya Toloui                      | Iran                                 | 1966     | –    | Activista dels drets de la dona. |                 |
| 1940-2000           | Corin Tucker                     | Estats Units                         | 1972     | –    | Feminista de la tercera onada. | [ 33 ]          |
| 1940-2000           | Robin Tunney                     | Estats Units                         | 1972     | –    | Feminista de la tercera onada. |                 |
| 1940-2000           | Urvashi Vaid                     | Estats Units, Índia                  | 1958     | –    | Activista dels drets del col·lectiu LGTB. |                 |
| 1940-2000           | Tobi Vail                        | Estats Units                         | 1969     | –    | Feminista de la tercera onada, feminista radical. |                 |
| 1940-2000           | Jessica Valenti                  | Estats Units                         | 1978     | –    | Feminista de la tercera onada. |                 |
| 1940-2000           | Virginia Vargas                  | Perú                                 | 1945     | –    | Sociòloga, líder del moviment de les dones. | [ 128 ]         |
| 1940-2000           | Norah Vincent                    | Estats Units                         | 1968     | –    | Feminista dissident. | [ 33 ]          |
| 1940-2000           | Kajsa Wahlberg                   | Suècia                               | s. XX    | –    | Feminista contra la prostitució i el tràfic de persones. |                 |
| 1940-2000           | Hilary Wainwright                | Regne Unit                           | 1949     | –    | Feminista de la segona onada, feminista socialista. |                 |
| 1940-2000           | Alice Walker                     | Estats Units                         | 1944     | –    | Feminista radical. |                 |
| 1940-2000           | Rebecca Walker                   | Estats Units                         | 1969     | –    | Feminista de la tercera onada. |                 |
| 1940-2000           | Michele Wallace                  | Estats Units                         | 1952     | –    | Feminista de la segona onada. |                 |
| 1940-2000           | Natasha Walter                   | Regne Unit                           | 1967     | –    | Feminista de la tercera onada. |                 |
| 1940-2000           | Warcry                           | Estats Units                         | s. XX    | –    | Feminista radical. |                 |
| 1940-2000           | Emma Watson                      | Regne Unit                           | 1990     | -    | Feminista, ambaixadora de les Nacions Unides per a les dones. | <               |
| 1940-2000           | Joss Whedon                      | Estats Units                         | 1964     | –    | Feminista radical (tot i ser un home). | [ 130 ] [ 131 ] |
| 1940-2000           | Faith Wilding                    | Estats Units, Paraguai               | 1943     | –    | Feminista de la tercera onada, ciberfeminista. |                 |
| 1940-2000           | Ellen Willis                     | Estats Units                         | 1941     | 2006 | Feminista de la segona onada, feminista radical i pro-sex. |                 |
| 1940-2000           | Kaia Wilson                      | Estats Units                         | s. XX    | –    | Feminista de la tercera onada. |                 |
| 1940-2000           | Oprah Winfrey                    | Estats Units                         | 1954     | –    | Feminista de la segona onada. | [ 33 ]          |
| 1940-2000           | Valerie Wise                     | Regne Unit                           | 1955     | –    | Política feminista. |                 |
| 1940-2000           | Naomi Wolf                       | Estats Units                         | 1962     | –    | Feminista dissident, de la tercera onada. | [ 33 ]          |
| 1940-2000           | Allison Wolfe                    | Estats Units                         | 1969     | –    | Feminista de la tercera onada. |                 |
| 1940-2000           | Alice Wolfson                    | Estats Units                         | s. XX    | –    | Activista per la salut reproductiva de les dones. |                 |
| 1940-2000           | Elizabeth Wurtzel                | Estats Units                         | 1967     | –    | Periodista i escriptora feminista. |                 |
| 1940-2000           | Cathy Young                      | Estats Units, Rússia                 | 1963     | –    | Periodista, escriu sobre violació i feminisme, i s'enfronta al feminisme oficial. | [ 132 ]         |
| 1940-2000           | Malala Yousafzai                 | Pakistan                             | 1997     | -    | Feminista, activista per l'educació de les dones. | [ 133 ]         |
| 1940-2000           | Stasa Zajovic                    | Sèrbia                               | 1953     | –    | Iniciadora del moviment pacifista mundial Dones de negre. | [ 134 ]         |
| 1940-2000           | Sande Zeig                       | Estats Units                         | s. XX    | –    | Directora de cinema feminista i lesbiana. | [ 135 ]         |
| 1940-2000           | Julie Zeilinger                  | Estats Units                         | 1993     | –    | Feminista de la tercera onada. | [ 136 ]         |